# Duomo di Treviso
La Cattedrale di San Pietro Apostolo, conosciuta meglio come "il Duomo", è il principale luogo di culto della città di Treviso e sede della diocesi omonima, al suo interno è presente la "Cattedra" del Vescovo. Consacrata a San Pietro, si affaccia su piazza del Duomo. È monumento nazionale italiano e sede della Parrocchia di San Pietro Apostolo nella Cattedrale.

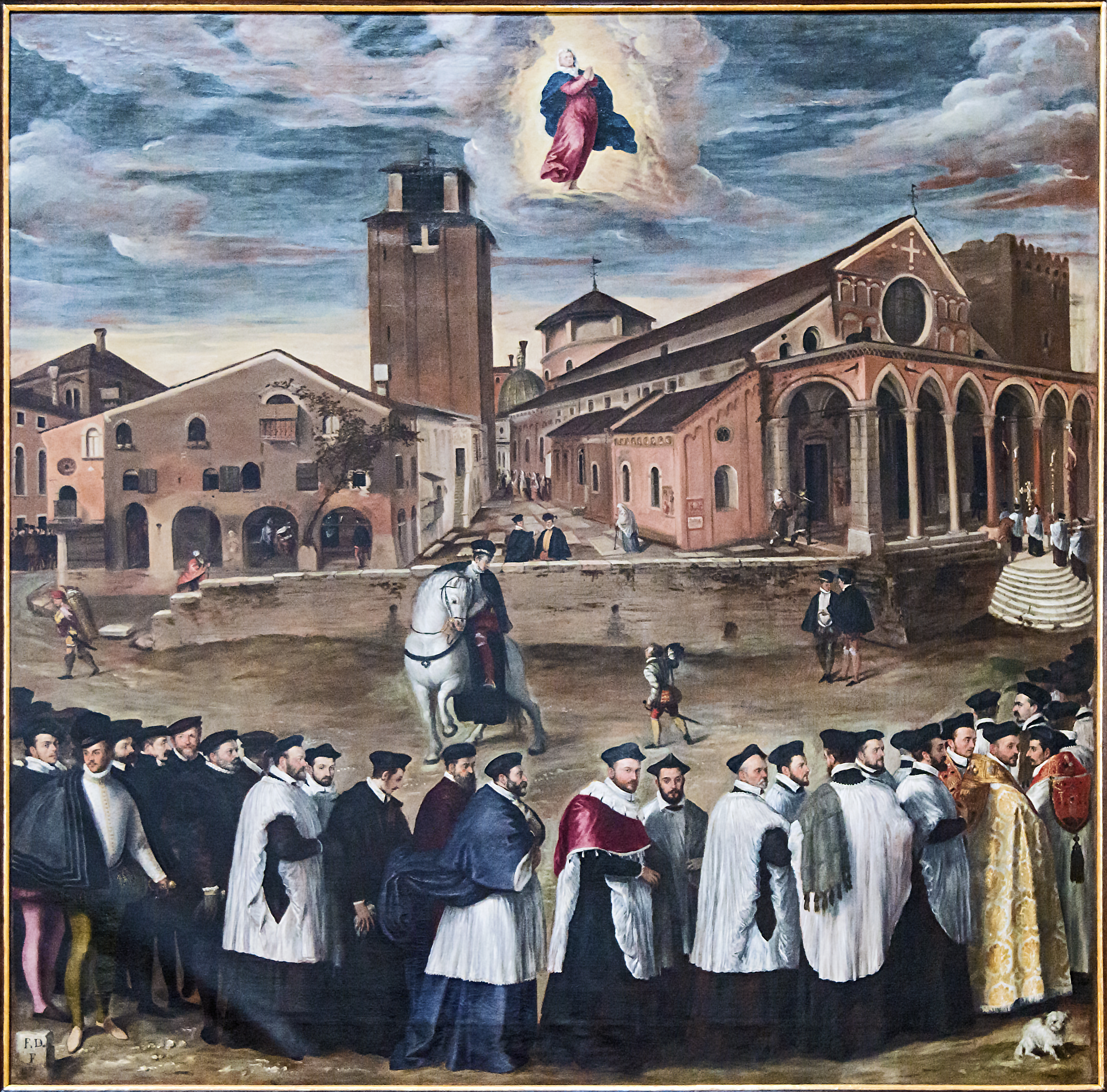
Dipinto di Francesco Dominici esposto nella cappella della Madonna, che mostra la cattedrale prima della sua riprogettazione nel 1759.

## Storia
Le sue origini risalgono all'età paleocristiana (VI secolo) e fu costruito in un'area centralissima della città dove, come testimoniano i reperti, sorgevano un tempio, un teatro e, forse, delle terme.
Tra l'XI e il XII secolo, per iniziativa del vescovo Rotario, l'area assunse l'impianto attuale e lo stesso Duomo fu modificato secondo lo stile romanico (di questo periodo è la cripta).

### L'edificio odierno

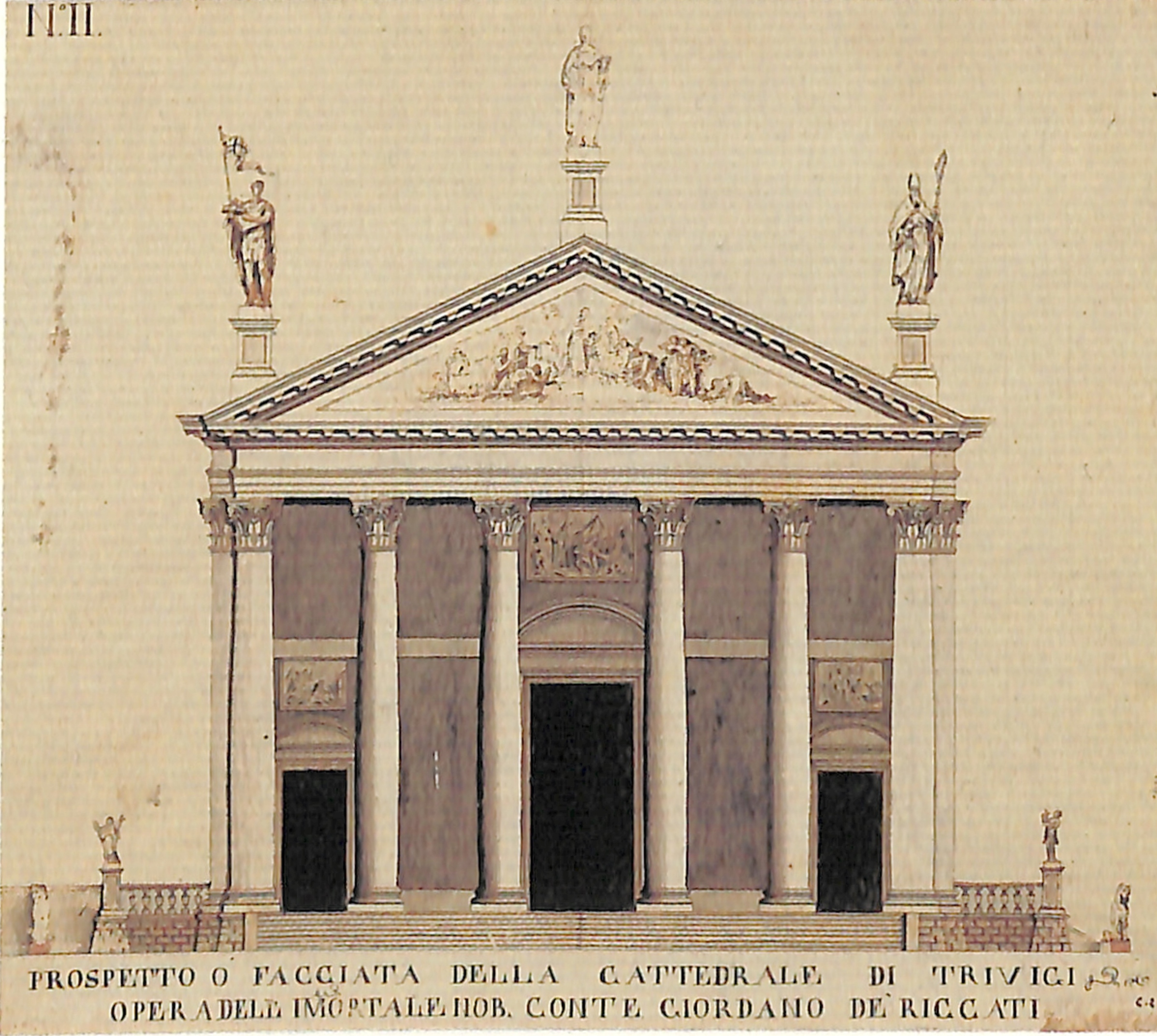
Prospetto della nuova facciata del Duomo secondo il progetto originario di Giordano Riccati.

A partire dal 1759, l'edificio fu ricostruito in stile neoclassico dallo studioso e architetto castellano Giordano Riccati; dell'antico duomo romanico vennero conservate le tre cappelle absidali lombardesche. Tuttavia il progetto del Riccati subì varie modifiche in corso d'opera, contestate dall'architetto stesso. A causa delle polemiche sorte intorno al progetto della nuova cattedrale, e della mancanza di fondi, la costruzione dell'edificio si fermò nel 1782, e rimase in sospeso per anni. L'interno venne completato dal 1790 da Giannantonio Selva. La facciata con il pronao neoclassico e la scalinata risale al 1836, opera di Francesco Bomben e Gaspare Petrovich.
Sul finire del XX secolo si pose mano all'adeguamento liturgico che comportò la modifica degli ambienti presbiteriali e la costruzione di un nuovo grande organo. Il tutto fu inaugurato per il Giubileo del 2000. Successivamente fu anche ricostruito, verso l'interno, l'antico portale quattrocentesco smontato con la costruzione dell'odierna facciata.

## Descrizione

### Esterno
Il duomo è caratterizzato da sette cupole, cinque poste nella navata centrale ed altre due che chiudono le cappelle nel transetto. La facciata attuale, progettata e completata nel 1836 da Francesco Bomben e dall'ingegnere comunale Gaspare Petrovich, è costituita da un'ampia scalinata coronata da un imponente pronao a sei colonne ioniche. Nel timpano è raffigurato lo stemma del Capitolo della Cattedrale.
Ai lati della scalinata sono posti i due leoni stilofori in marmo Rosso di Verona che reggevano il protiro dell'edificio romanico. Un altro reperto della fase romanica ancora esistente è l'antico portale, ritrovato nella corte delle Canoniche Vecchie e ricostruito all'interno, addossato alla controfacciata, nel 2005. Sul lato destro dell'edificio, verso Calmaggiore, si può notare un bassorilievo romano raffigurante una baccante inglobato nella muratura.

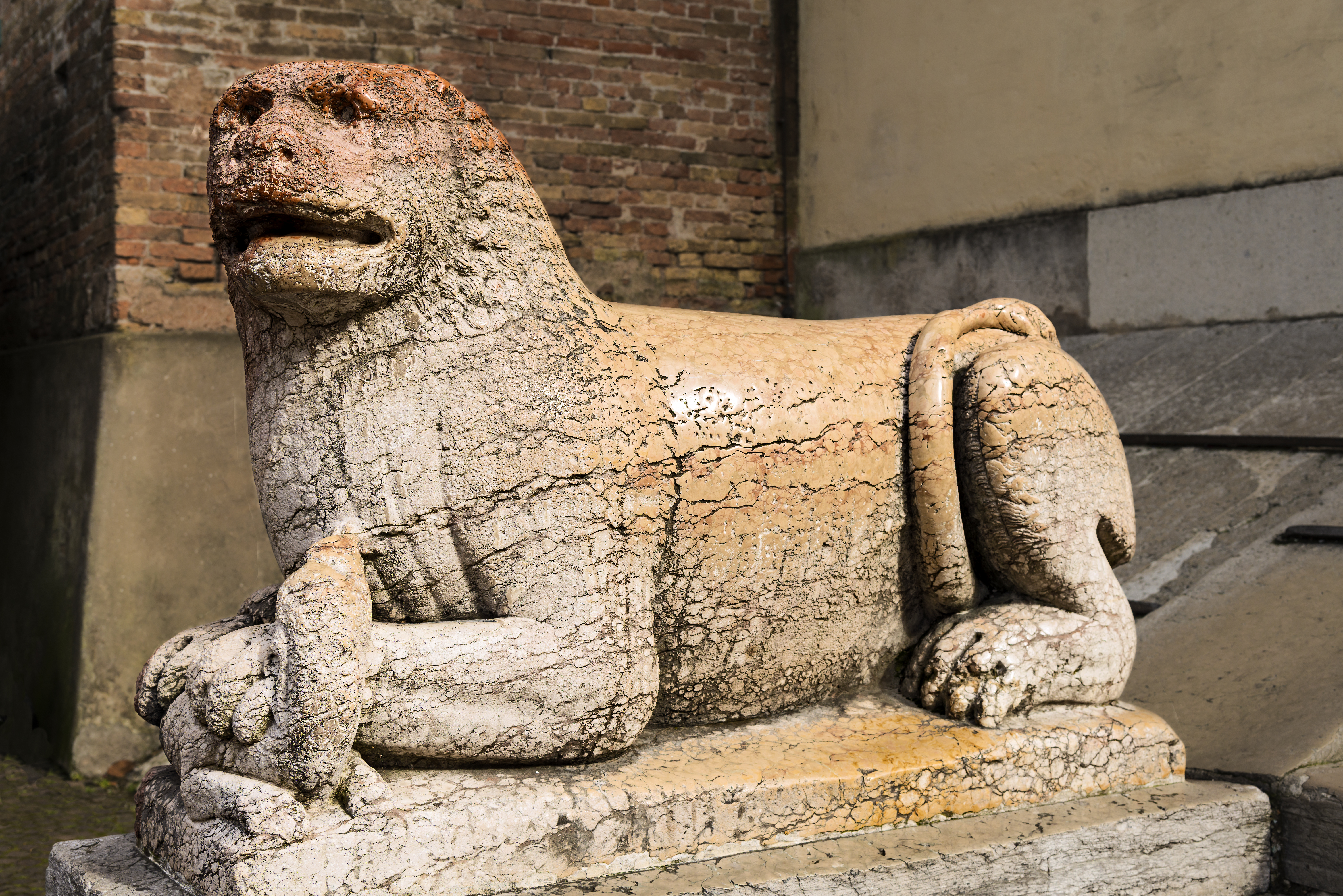
Leone di sinistra
Leone di destra
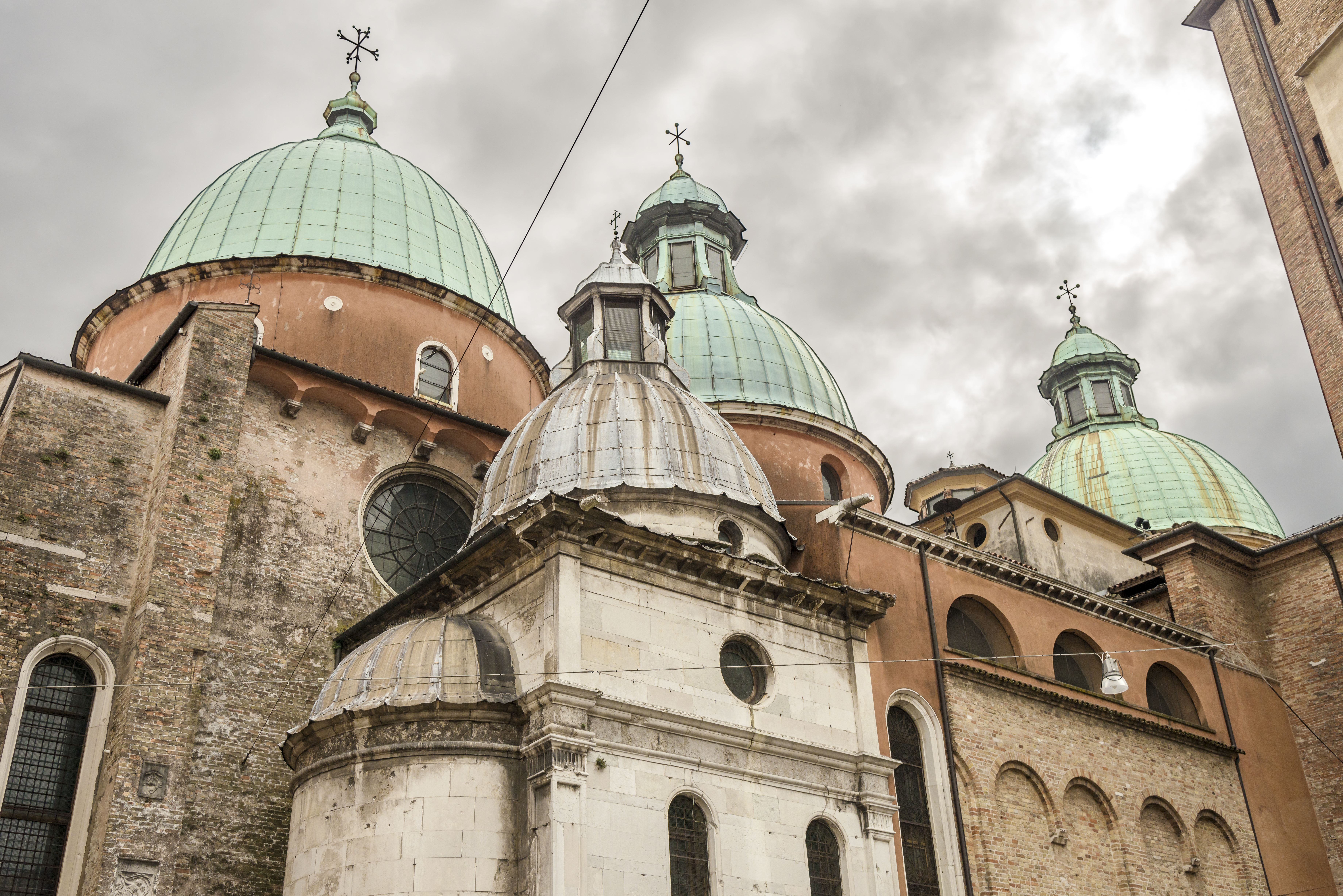
Le cupole della Cattedrale
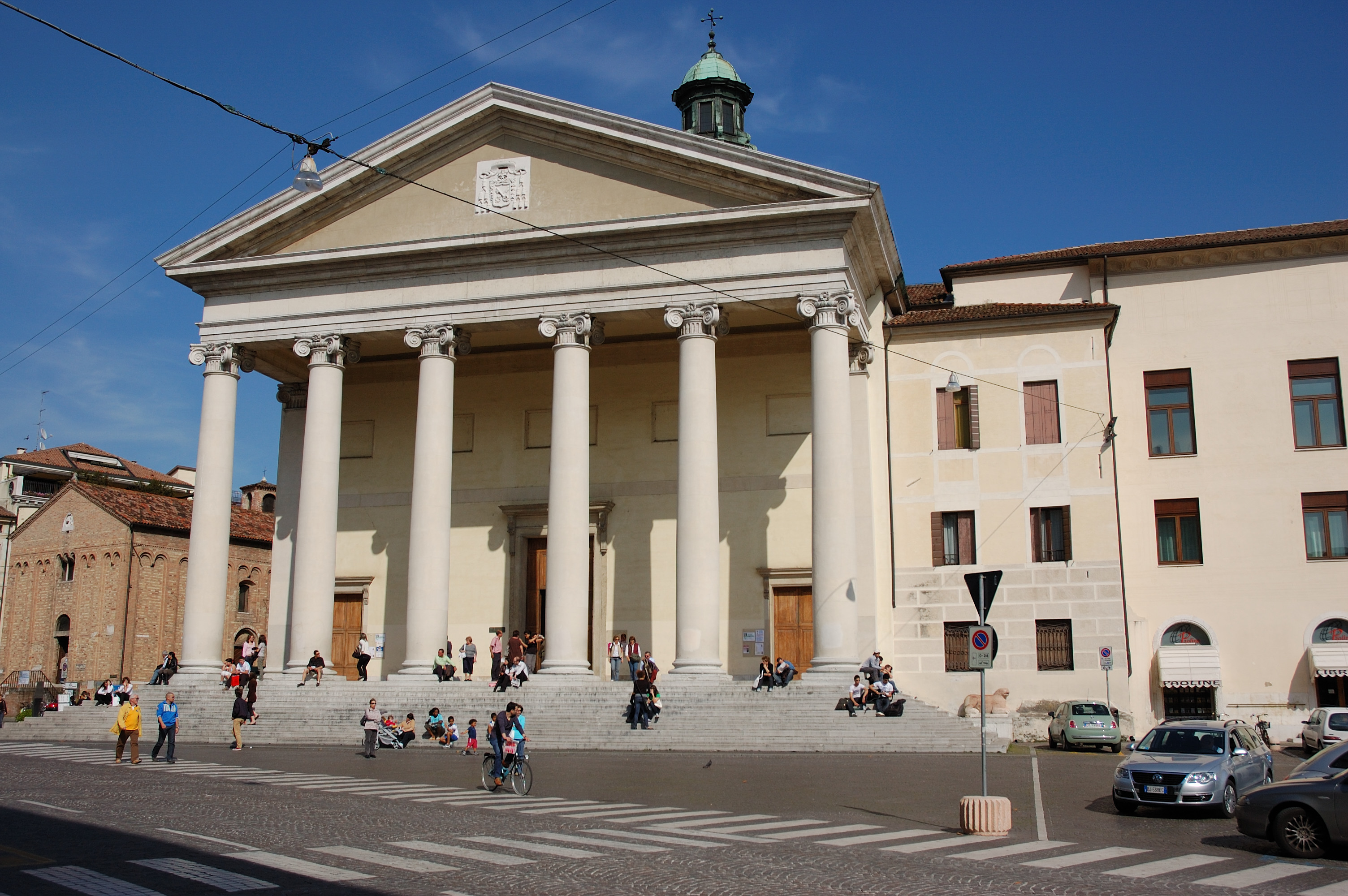
Veduta della facciata

### Interno
Il maestoso interno si presenta a tre ampie navate, con cappelle laterali e tre absidi finali; sotto di essi si trova l'antica cripta con le tombe dei vescovi della città. Nel tempio sono sepolti i santi martiri Teonisto, Tabra e Tabrata, San Fiorenzo, san Vendemiale e san Liberale, patrono della Città e della Diocesi di Treviso. Nell'altare prossimo alla cappella del Santissimo Sacramento, dedicato a Santa Giustina si conservano le spoglie del vescovo della città beato Andrea Giacinto Longhin, trasferitovi dalla cripta in occasione della beatificazione, mentre presso nel primo altare in cornu Epistulae dall'ingresso si trova il corpo del beato Enrico da Bolzano, morto a Treviso nel 1315. Nello stesso altare dov'è sepolto il beato Longhin, sono poste le spoglie di san Parisio, monaco camaldolese morto a Treviso nel 1267.

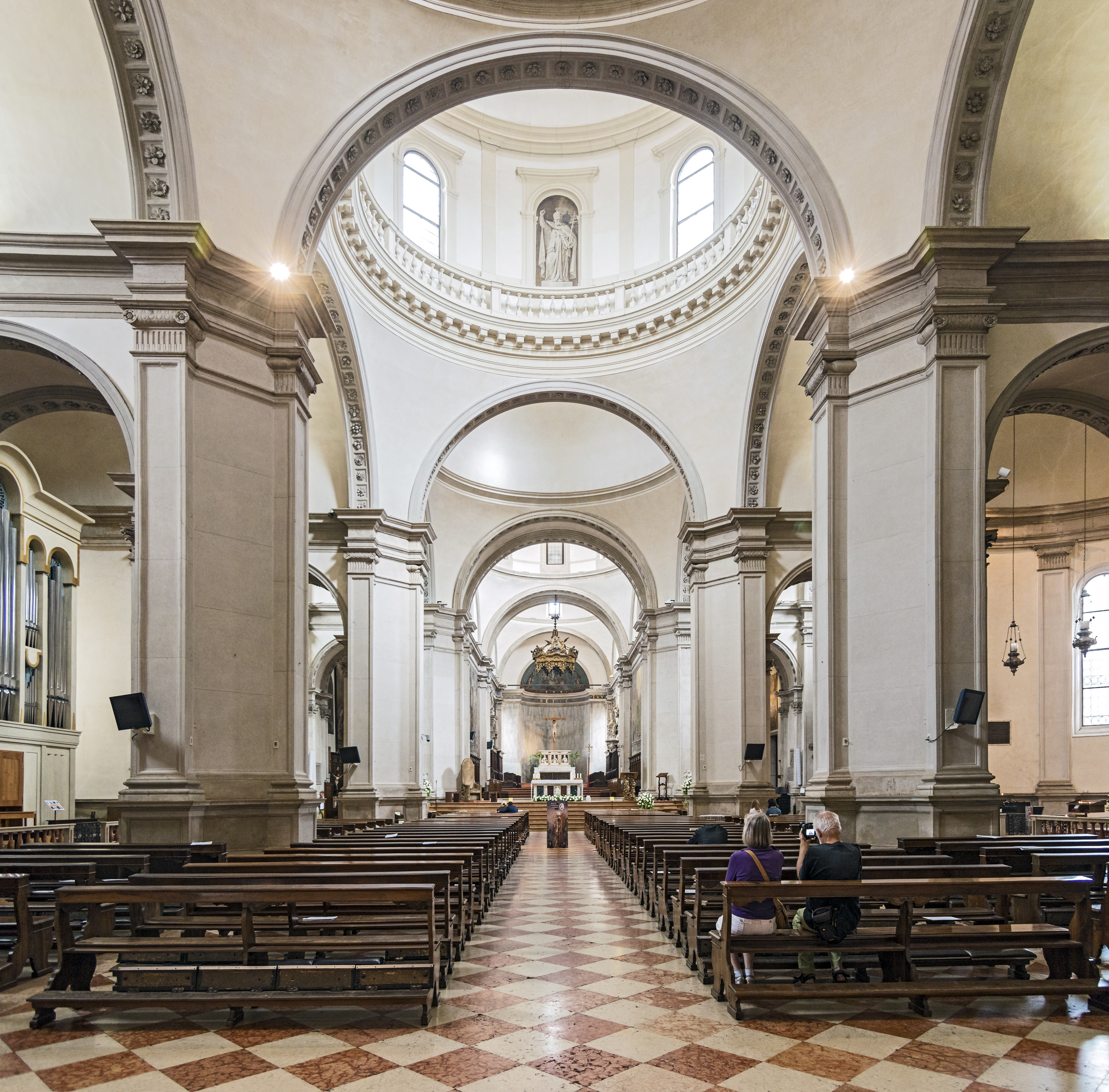
L'imponente interno della Cattedrale
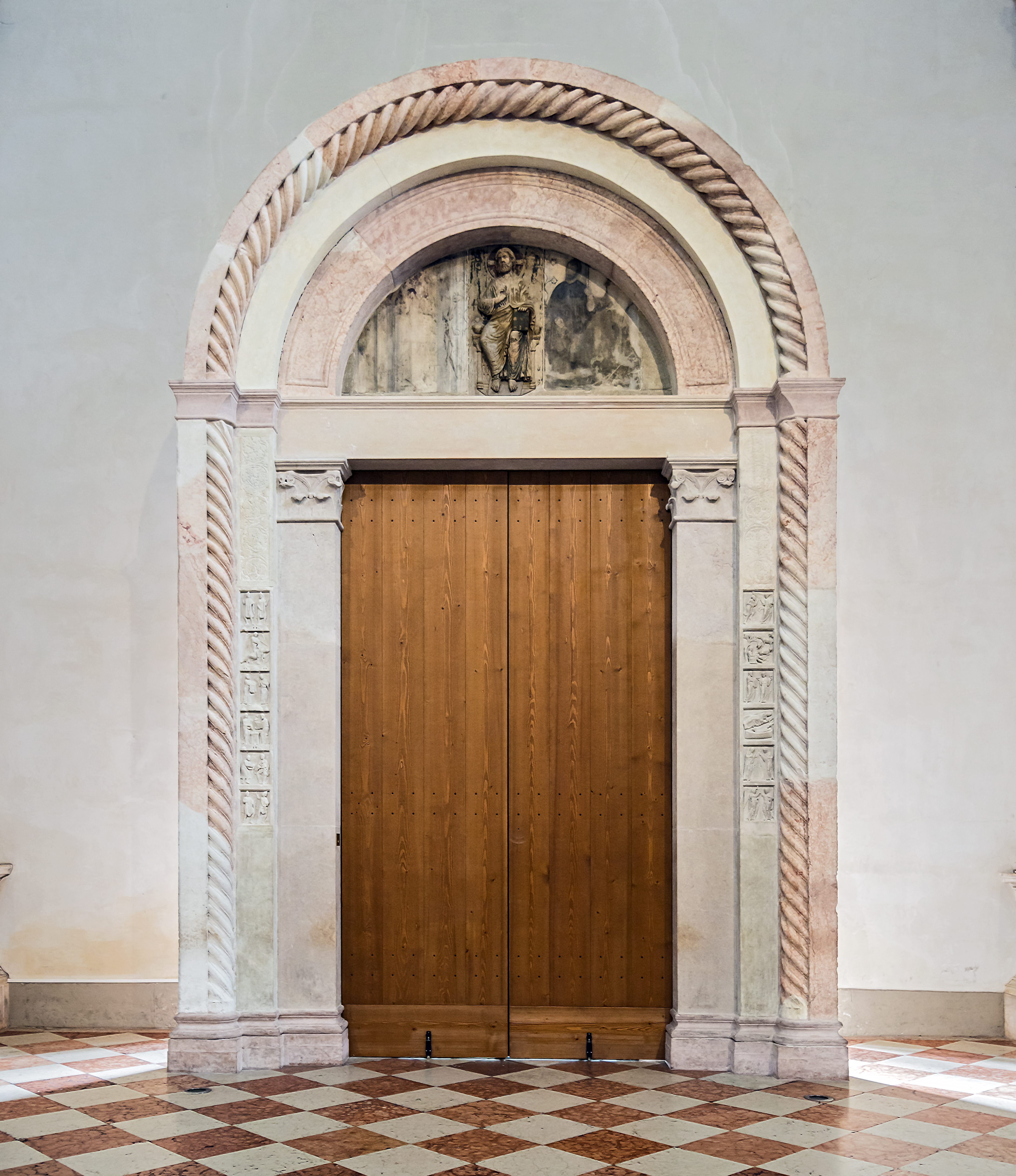
Il portale quattrocentesco ricostruito all'interno.
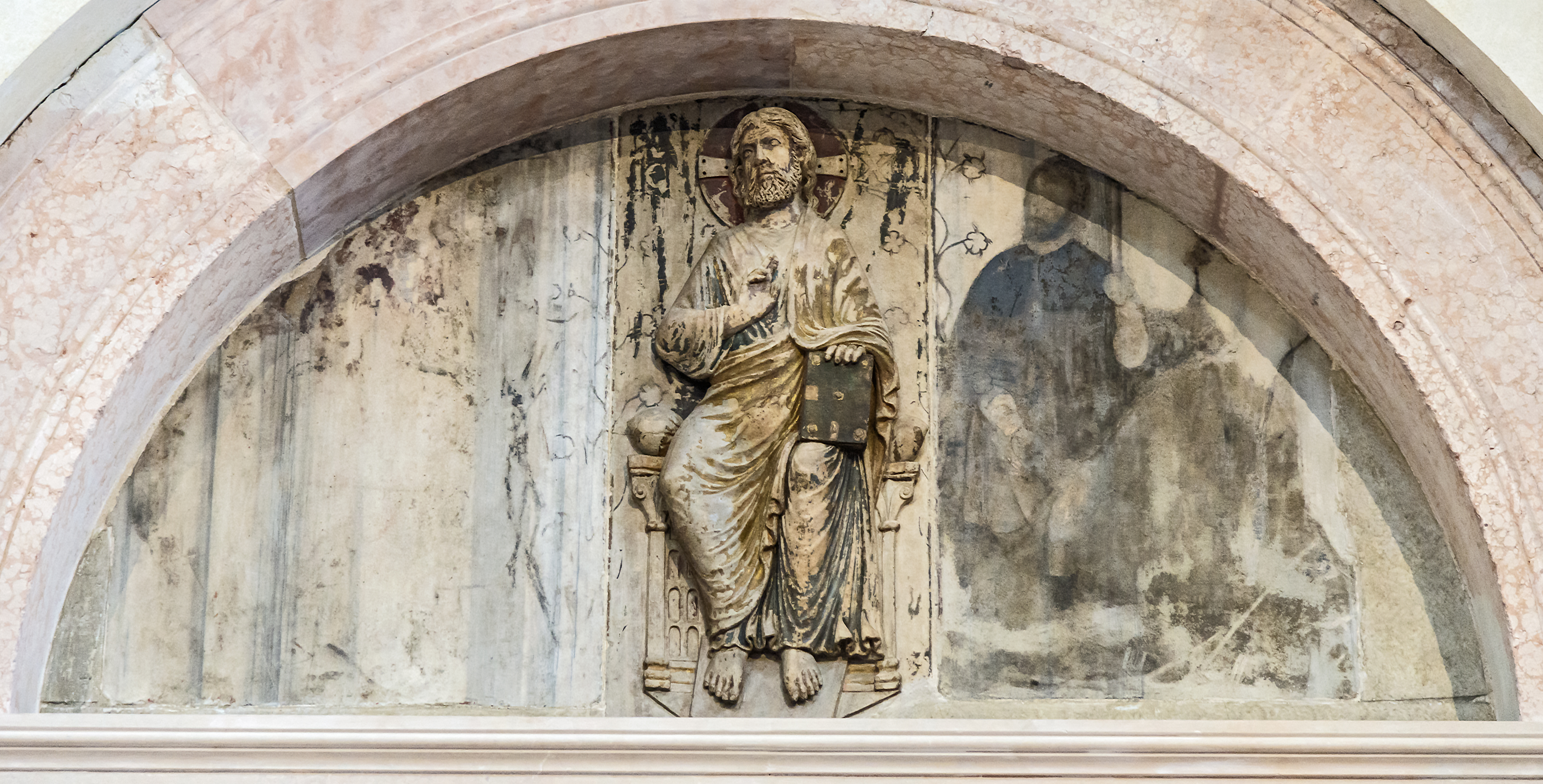
Timpano del vecchio portale romanico - Cristo in maestà
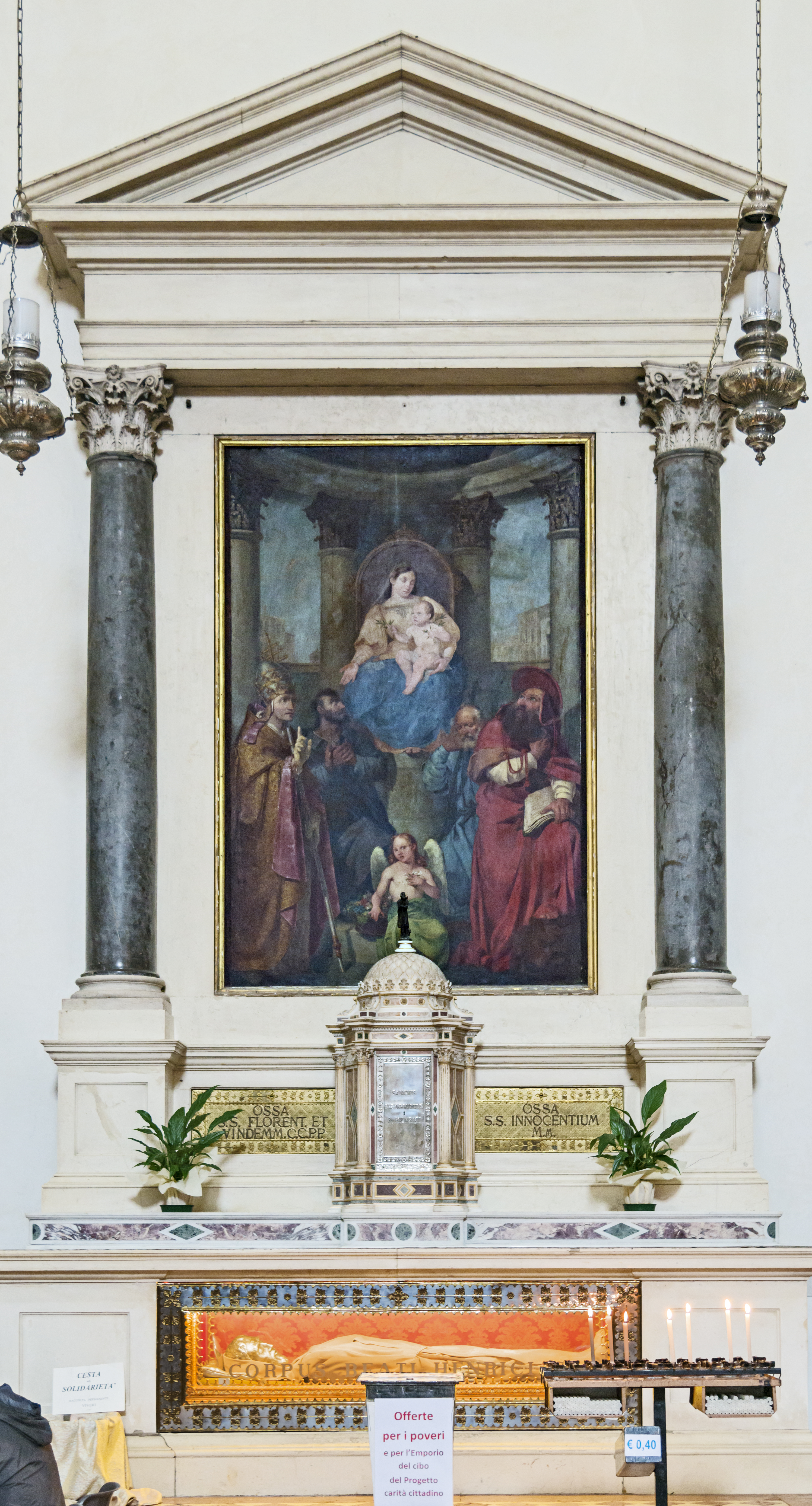
Altare del Beato Enrico da Bolzano

#### Cappella della Madonna
La statua lignea al centro dell'altare, opera recente (XIX secolo) di Ferdinand Stuflesser, artista della Val Gardena, rappresenta Maria Ausiliatrice. Ai lati si notano le statue in marmo di San Liberale, patrono della città, e di Sant'Antonio abate, opere di Scuola veneta (fine del XVI secolo). Sui pilastri antistanti la cappella, invece, sono presenti la statua di Alessandro Vittoria del 1570 raffigurante San Giovanni e La Visitazione bassorilievo di Lorenzo Bregno del 1565. In questa cappella riposano Apollonio Giuseppe, vescovo di Treviso dal 1883 al 1903 e Fedrerico Zinelli, vescovo dal 1862 al 1879.

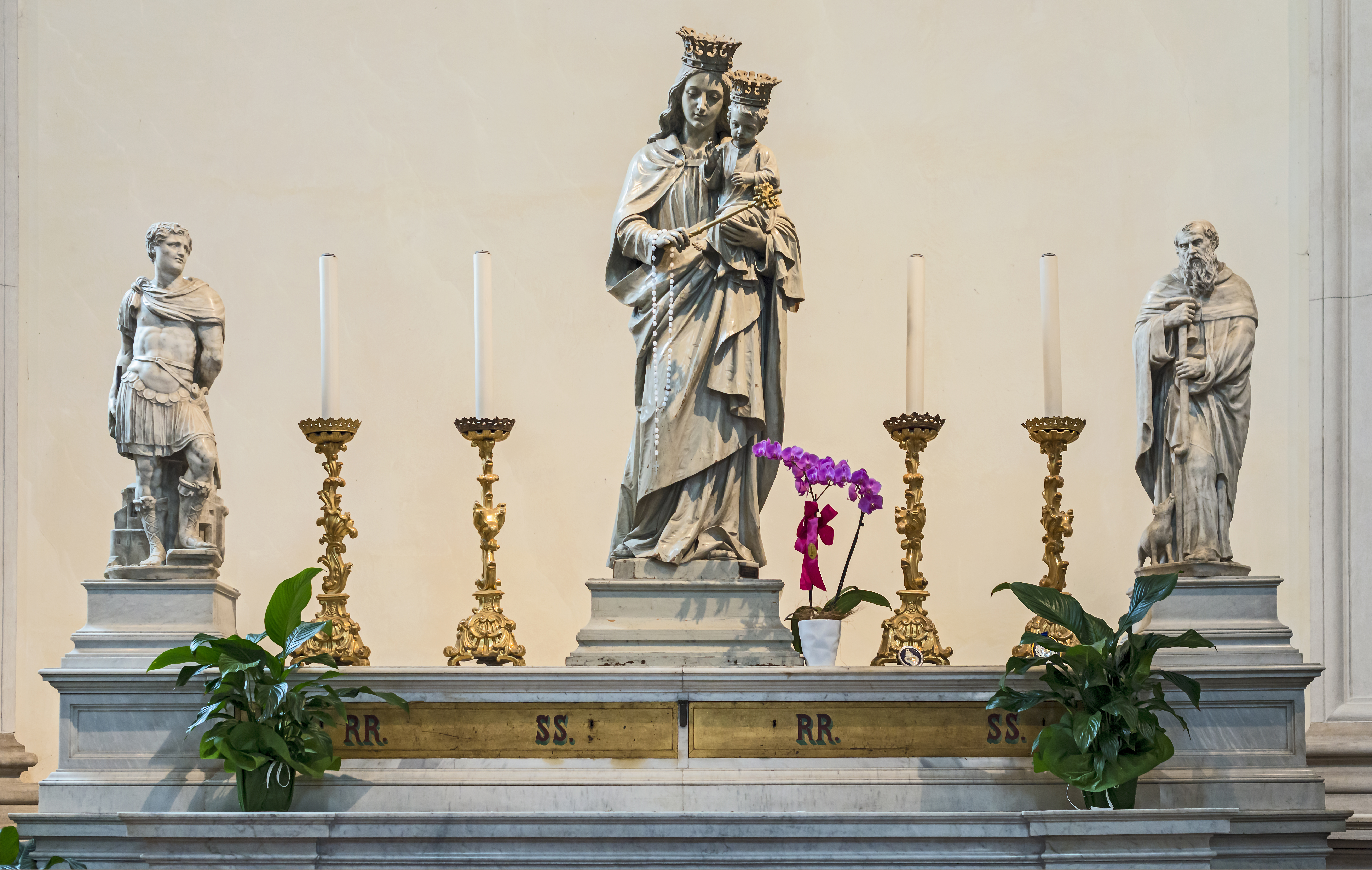
Cappella della Madonna
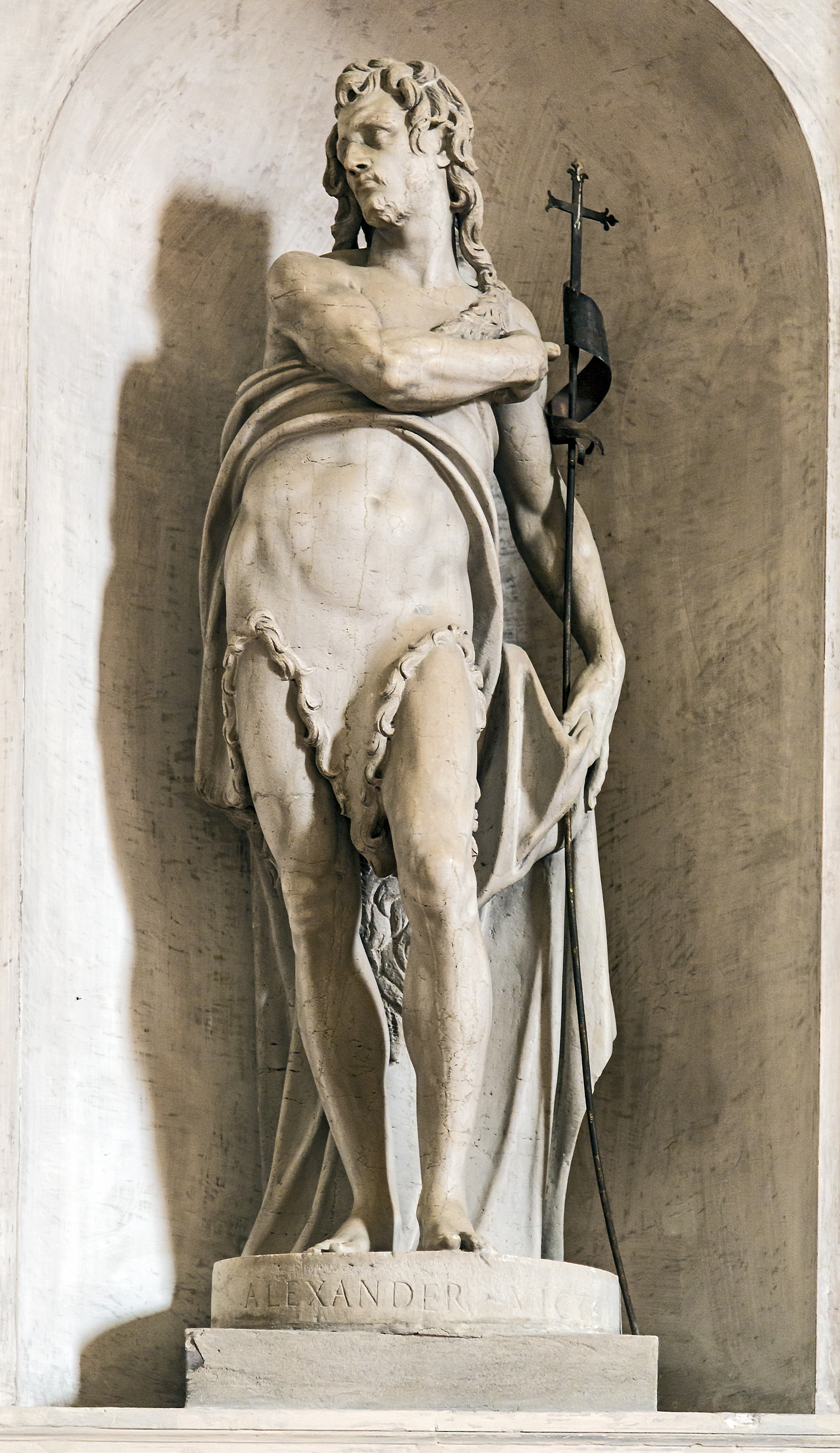
San Giovanni, Alessandro Vittoria
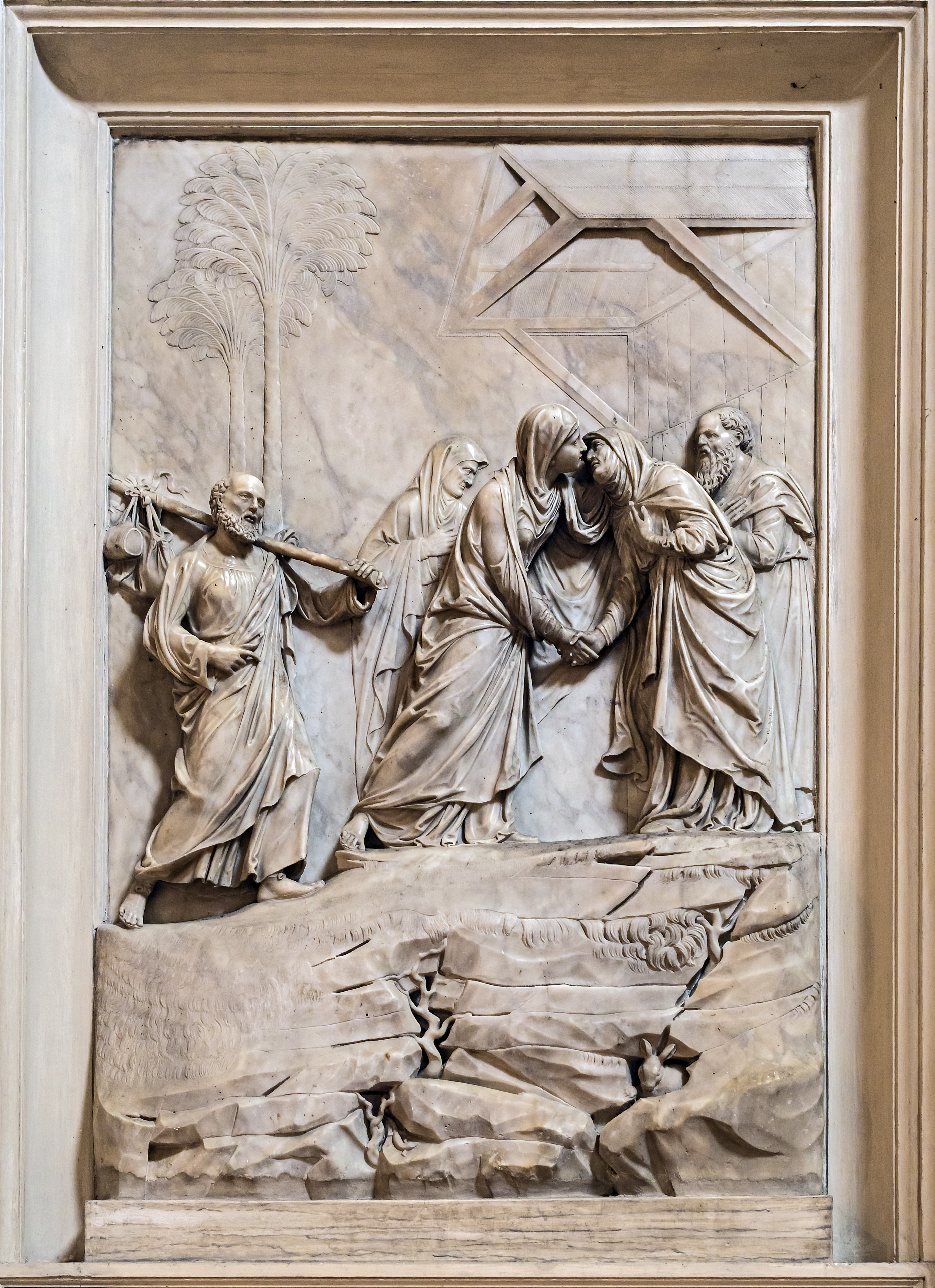
Visitazione di Lorenzo Bregno
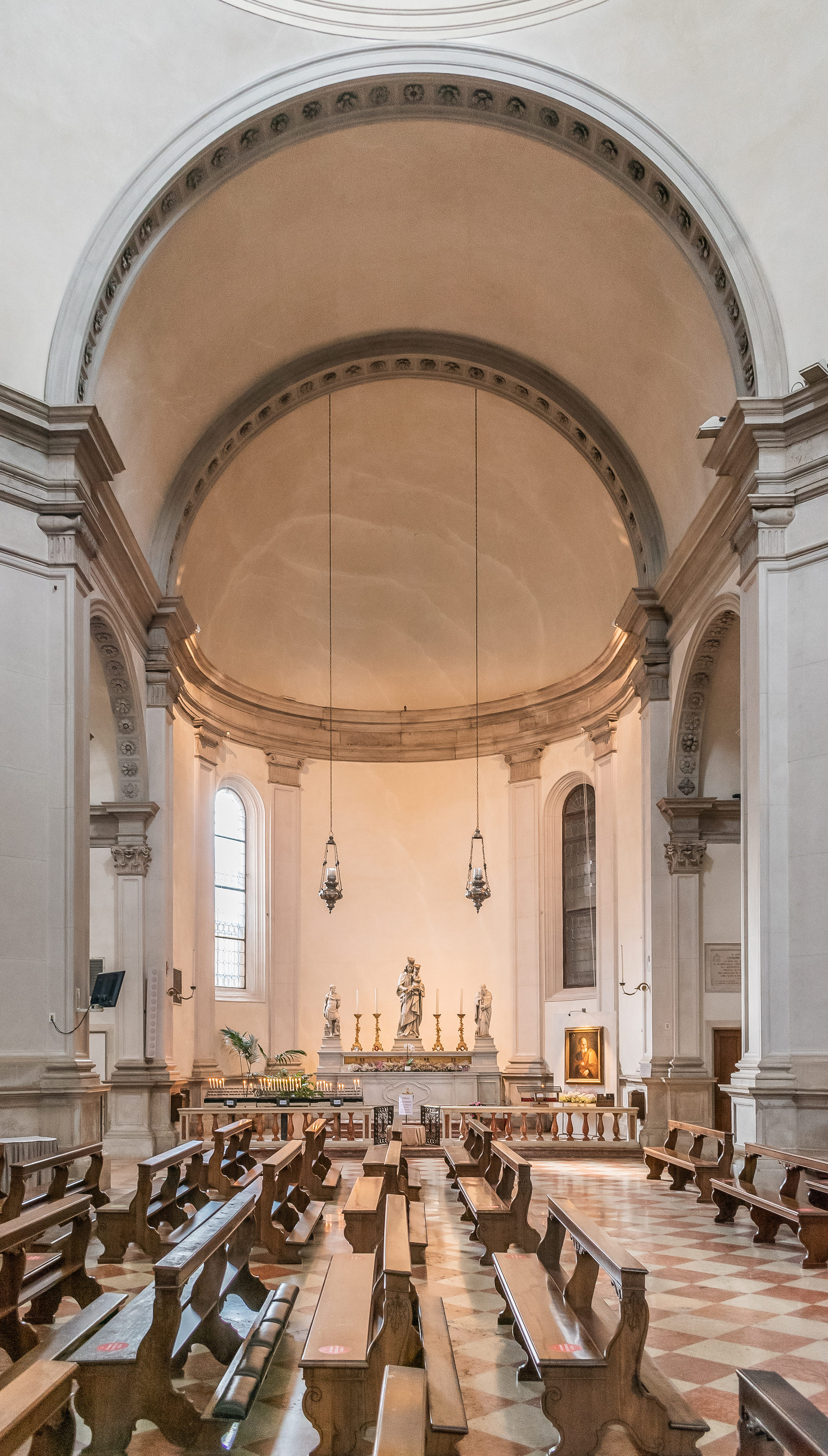
Veduta della Cappella della Madonna

#### Altare dei Santi della Diocesi di Treviso tra Ottocento e Novecento
L'altare era originariamente dedicato a san Pio X, e vi campeggiava una grande statua in bronzo dorato gettata nel 1954 per la canonizzazione del pontefice trevigiano, opera dello scultore Toni Benetton. Nel 2019 fu ridedicato ai Santi della Diocesi di Treviso tra Ottocento e Novecento e dotato di un grande quadro del pittore bosniaco Safet Zec intitolato: "Il pane della carità - I santi della Chiesa di Treviso tra Ottocento e Novecento". La statua di San Pio X è stata spostata nell'altare di Santa Giustina, posto esattamente di fronte.
Nell'urna, situata sopra la mensa dell'altare, si conserva il corpo del martire San Fedele, soldato dell'Impero romano, le reliquie di Santa Giuliana e di un Santo non identificato.

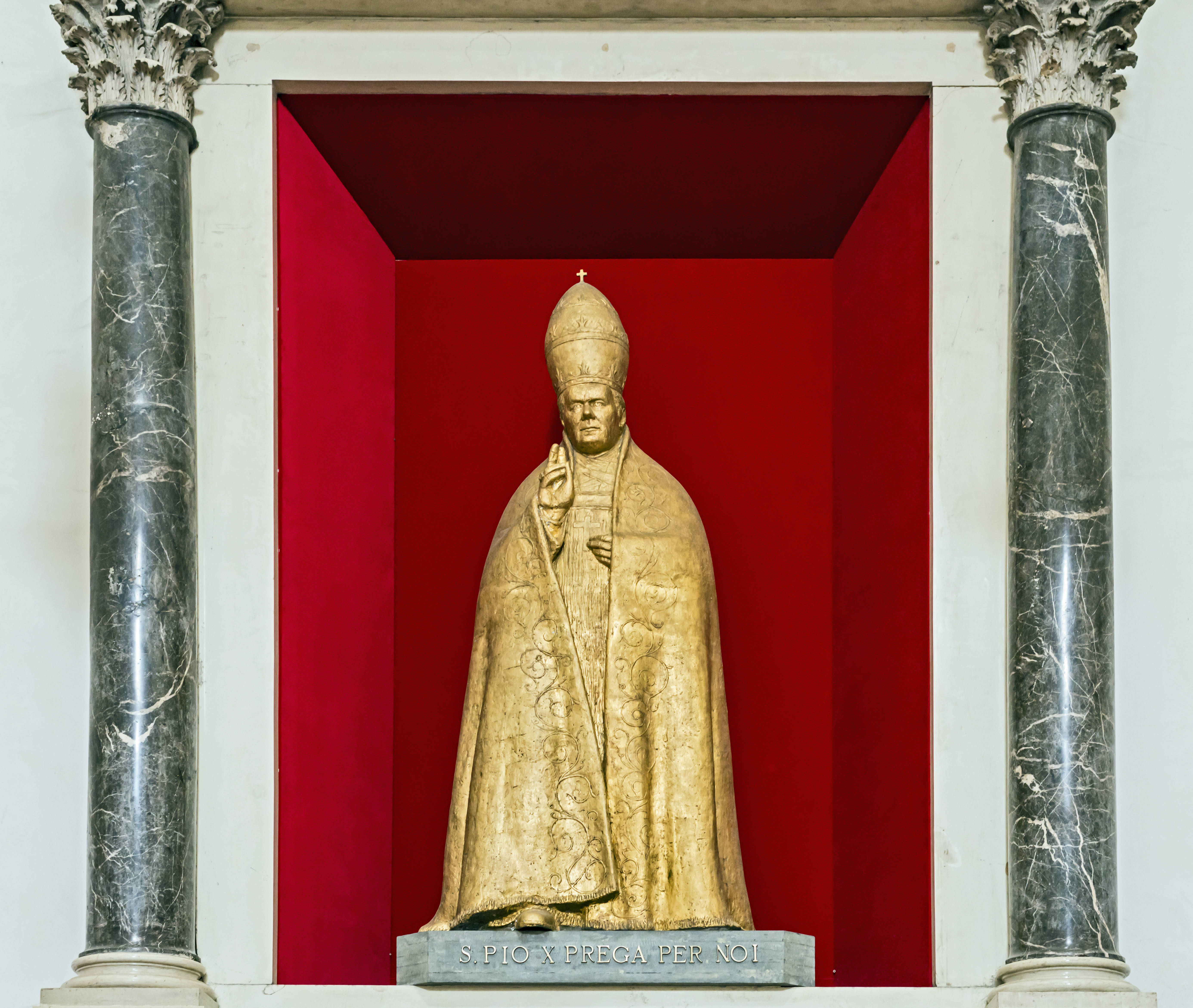
Statua in Bronzo del Papa Pio X
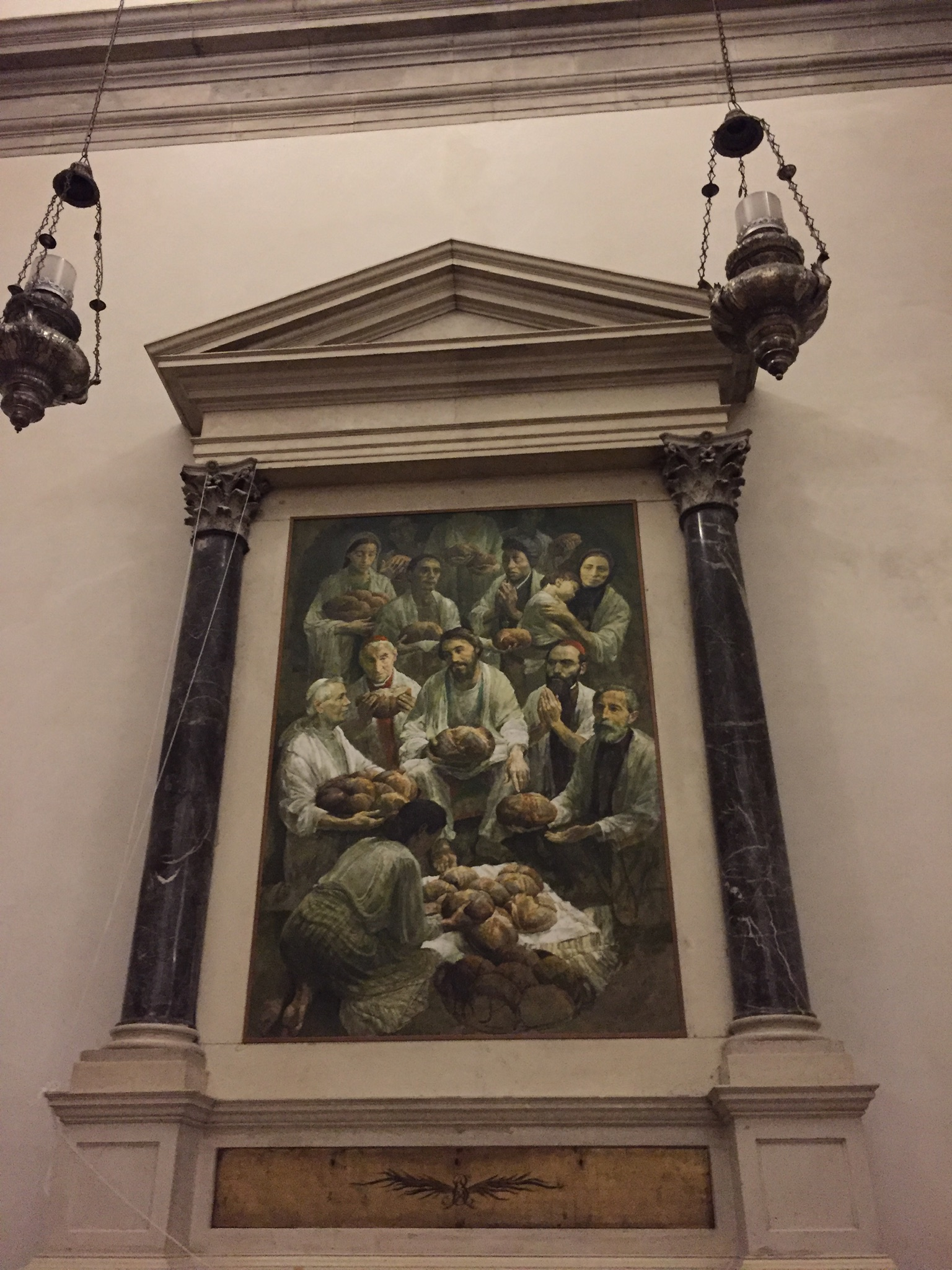
Pala d'altare di Safet Zec

#### Cappella dell'Annunziata o del Malchiostro
Al termine della navata destra e sulla sinistra dell'altare maggiore, accanto alla sacrestia, si trova la cappella Malchiostro, preceduta da un piccolo vestibolo, rialzato rispetto al livello della chiesa. Nel vestibolo, degne di nota anche l'Adorazione dei pastori e la Pala di San Lorenzo di Paris Bordone, la Madonna del fiore di Girolamo da Treviso il Vecchio (1487) e l'Assunzione della Vergine di Domenico Capriolo.
Sulla parete destra del vestibolo si può vedere l'Arca sepolcrale del vescovo Castellano Salomone, risalente al 1322 ed opera di un artista veneziano con importanti influssi toscani.

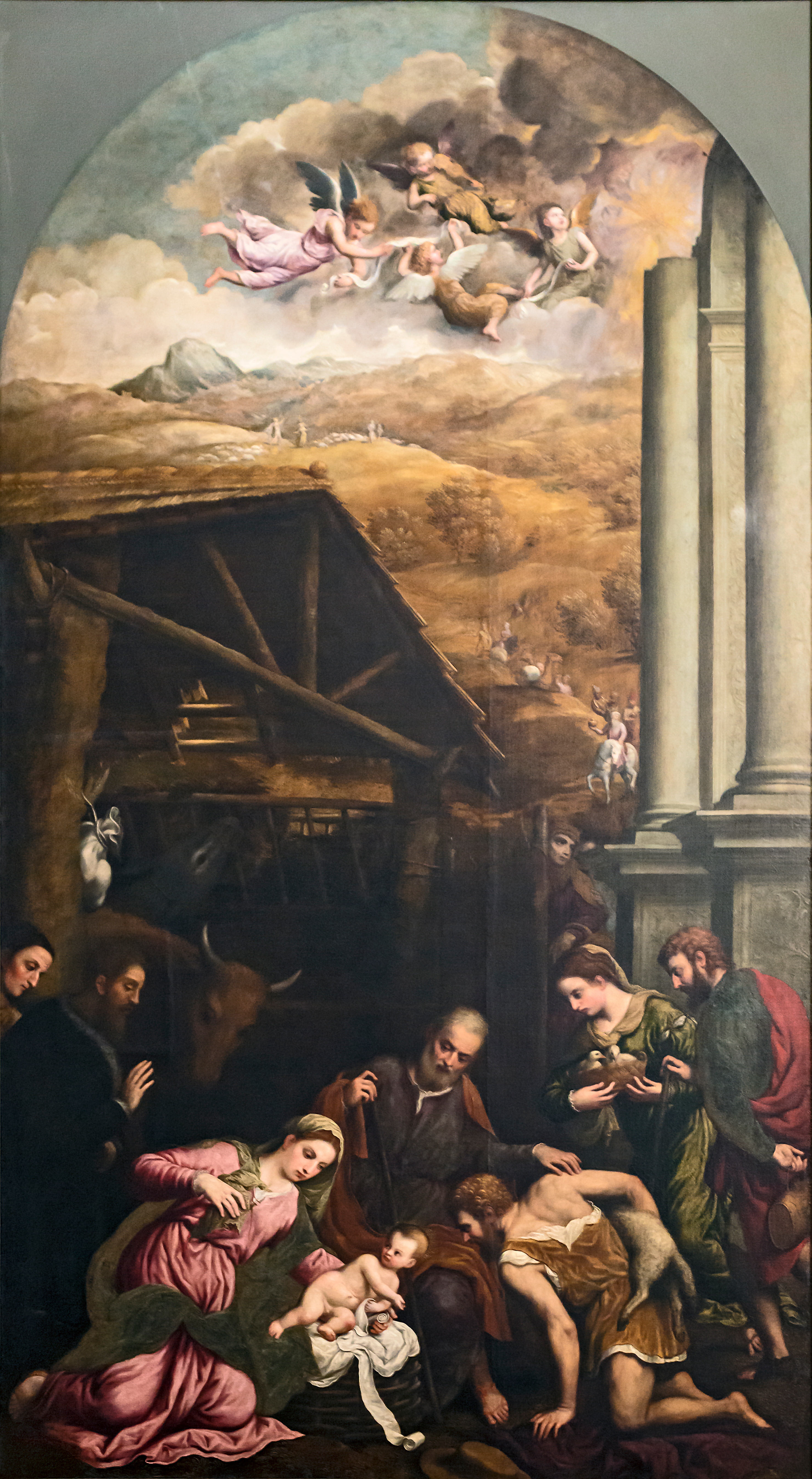
Adorazione dei pastori Paris Bordone
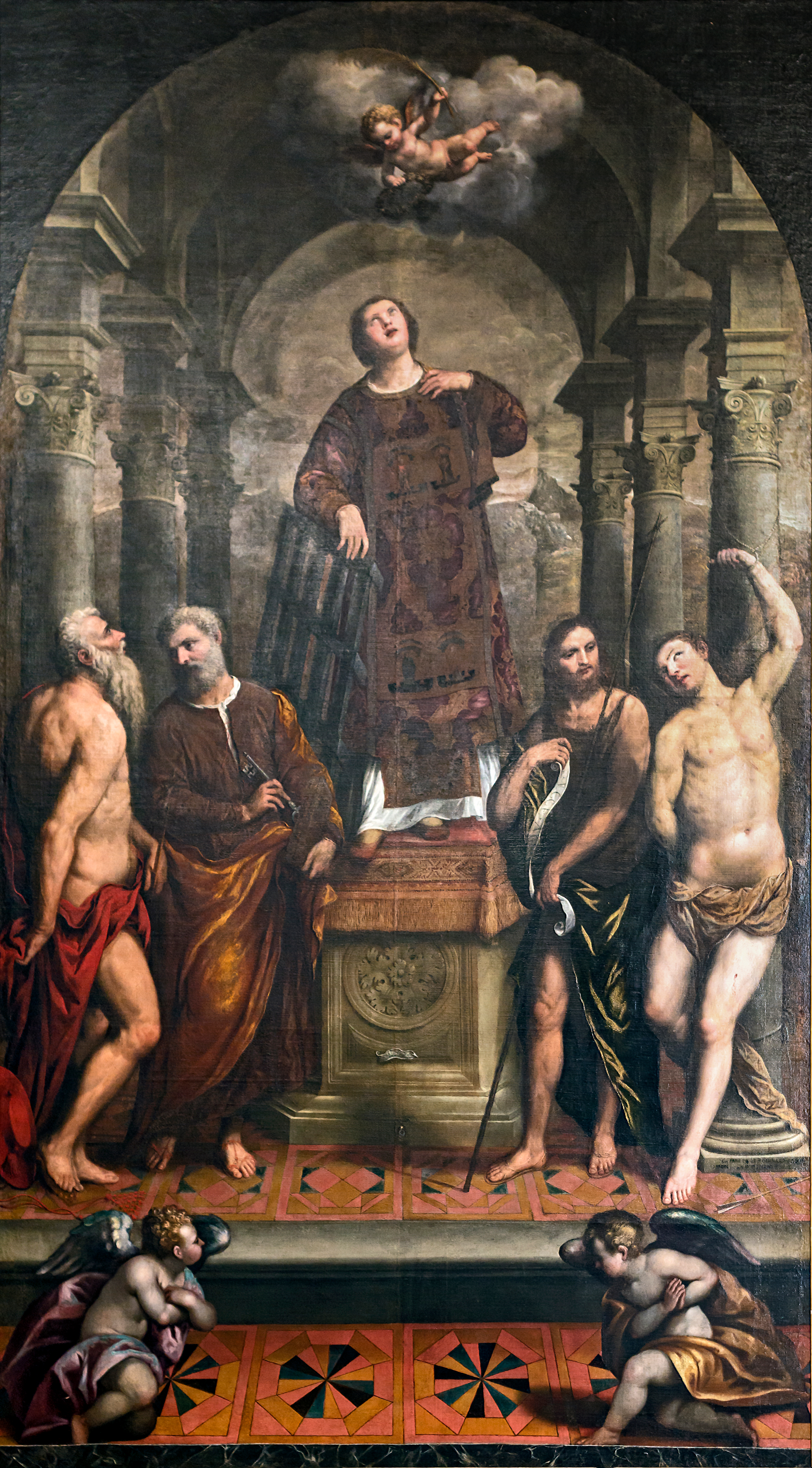
Pala di San Lorenzo Paris Bordone
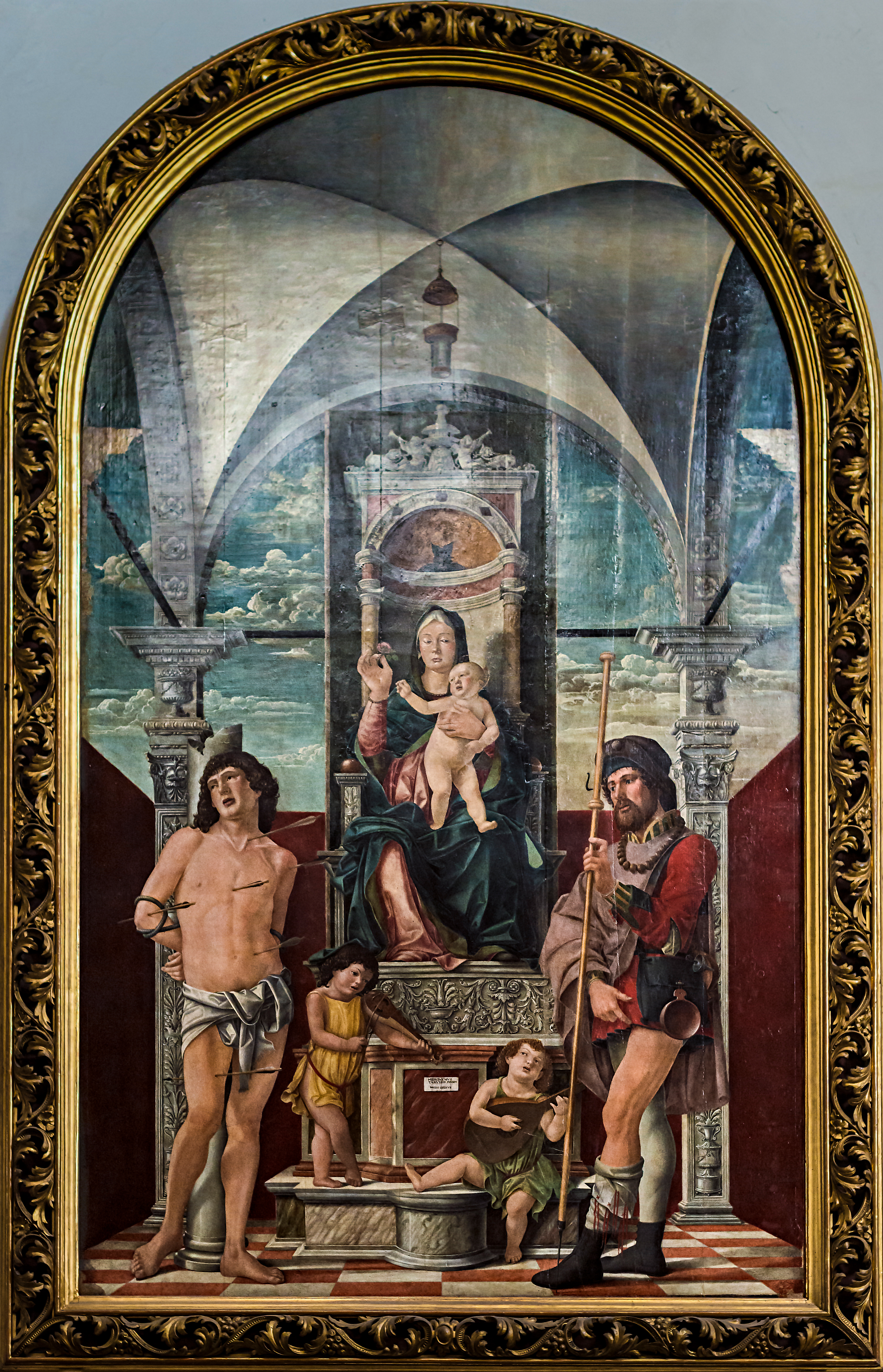
Madonna del fiore di Girolamo da Treviso
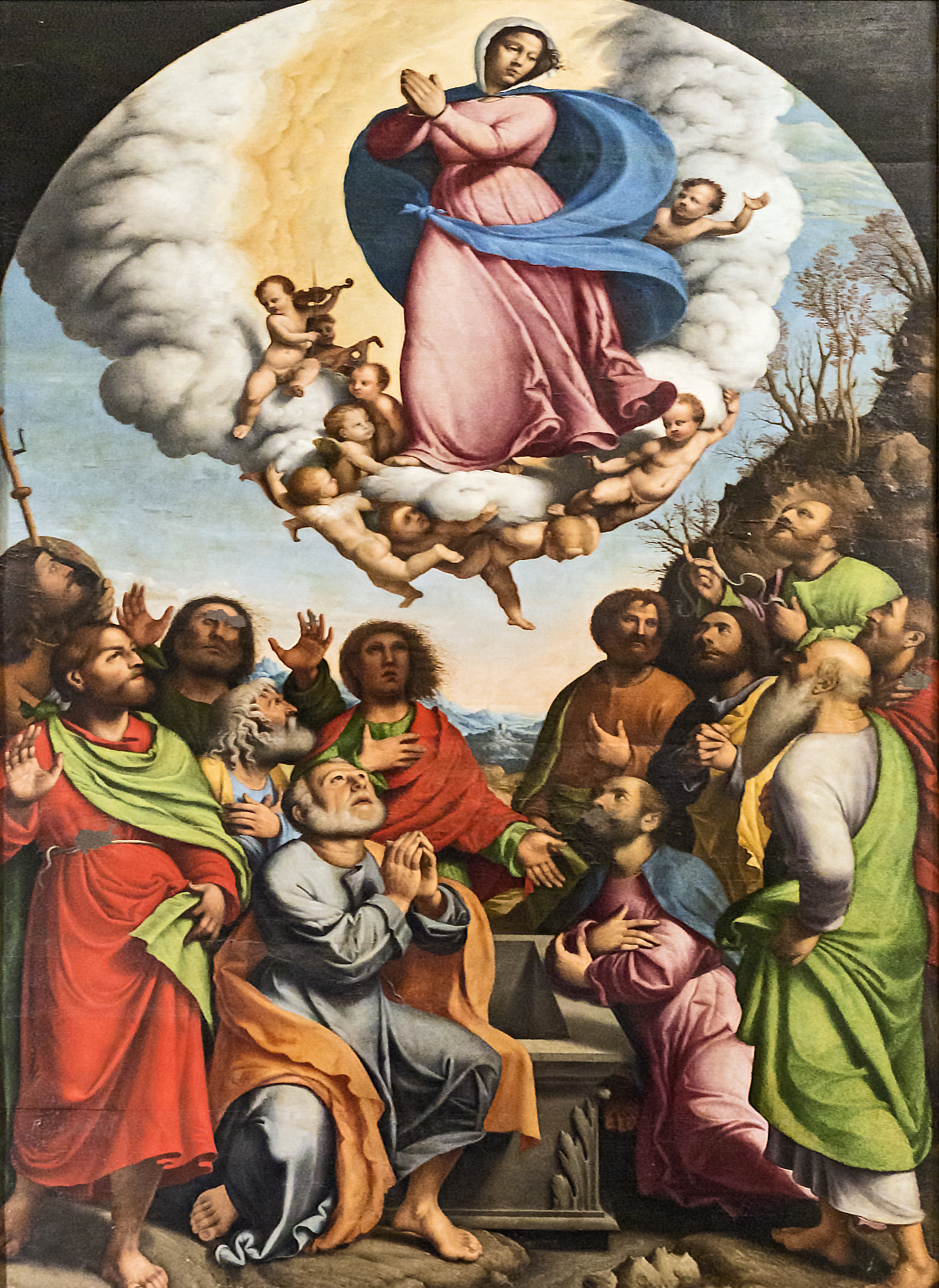
Assunzione della Vergine di Domenico Capriolo
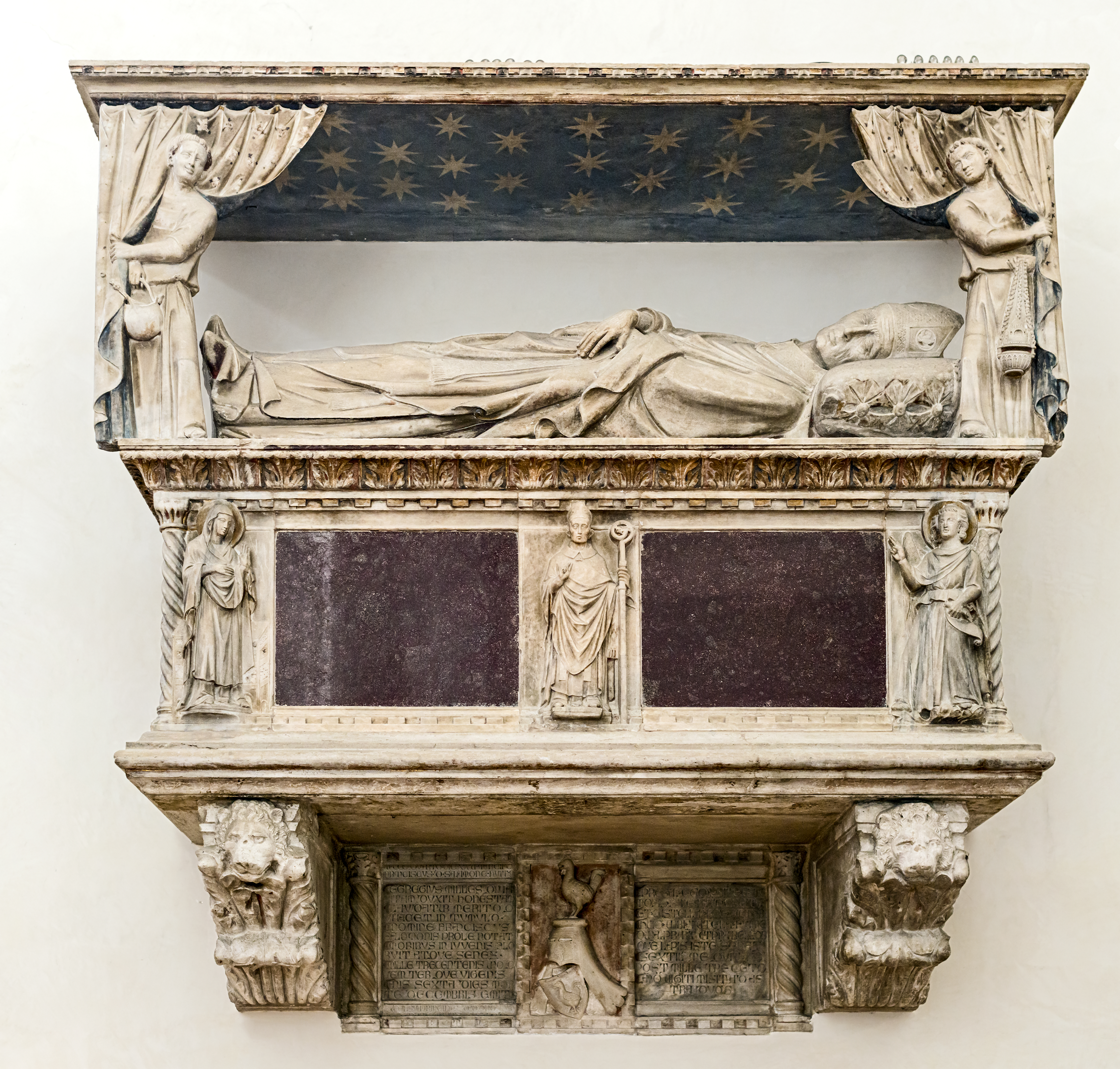
Arca sepolcrale del vescovo Castellano Salomone

La cappella del Malchiostro risale al 1520 e fu commissionata da Broccardo Malchiostro, segretario del vescovo-umanista Bernardo de Rossi. Progettata da Tullio e Antonio Lombardo, la cappella ha una struttura quadrata con cupola, in perfetto stile rinascimentale; fu concepita in tale modo proprio in funzione delle pitture che si volevano realizzare, che, infatti, vennero affidate ai due più moderni pittori veneti dell'inizio del XVI secolo: il Pordenone e Tiziano, ed il risultato finale è uno dei principali complessi della pittura rinascimentale veneta.

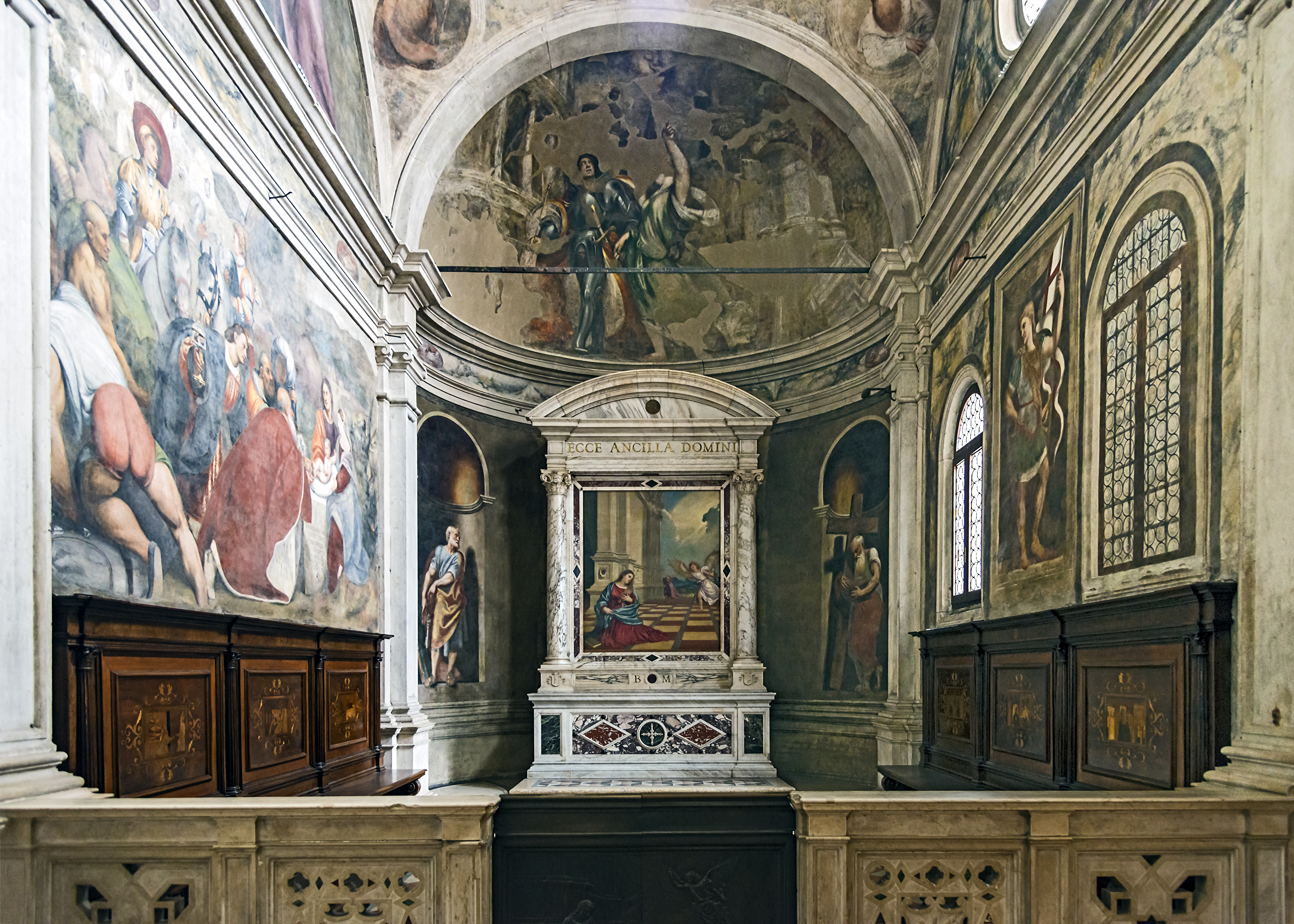
La cappella del Malchiostro de Il Pordenone
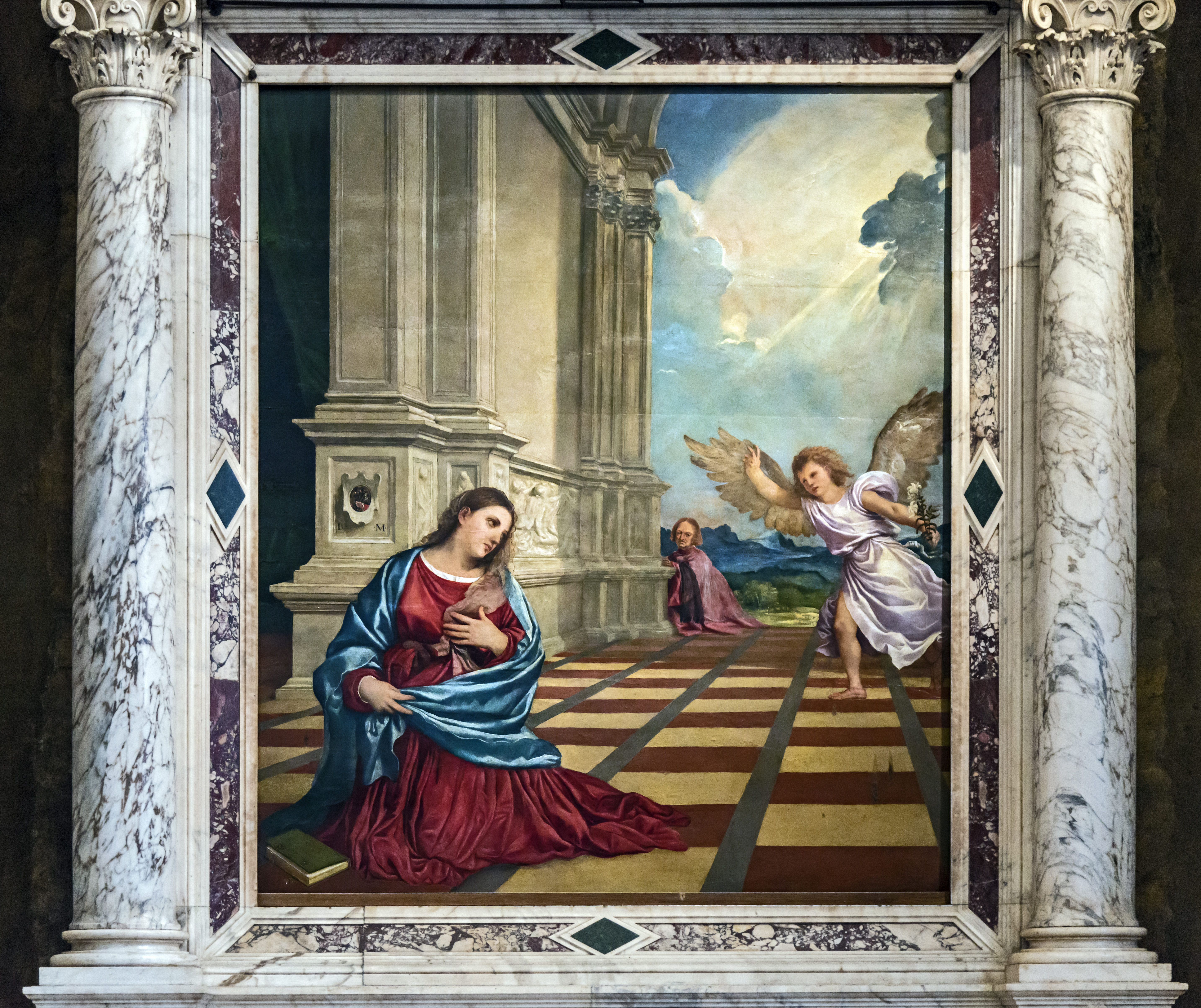
La pala di Tiziano

Tiziano, che da pochissimo tempo era diventato il pittore ufficiale della Serenissima Repubblica, dipinse per primo la Pala dell'Annunziata, ponendo in primo piano la figura della Madonna, mentre l'Angelo giunge dal fondo, da dove le nubi sono squarciate per lasciar passare la luce solare. In fondo, seminascosto, vi è la figura del canonico, committente dell'opera, che sembra spiare l'intera scena.
Il Pordenone affrescò, invece, le pareti e la cupola; sono presenti:
- l'Adorazione dei Magi, sulla parete sinistra
- la Visitazione, sopra il precedente affresco e, secondo la tradizione, realizzato in un'unica giornata;
- il Sogno di Augusto, nel catino absidale, danneggiato dai bombardamenti del 1944;
- il Padre Eterno, nella cupola, andato completamente perduto in seguito ai bombardamenti;
- Ss. Pietro e Andrea
- Santi e Dottori della Chiesa in finte nicchie ed oculi.

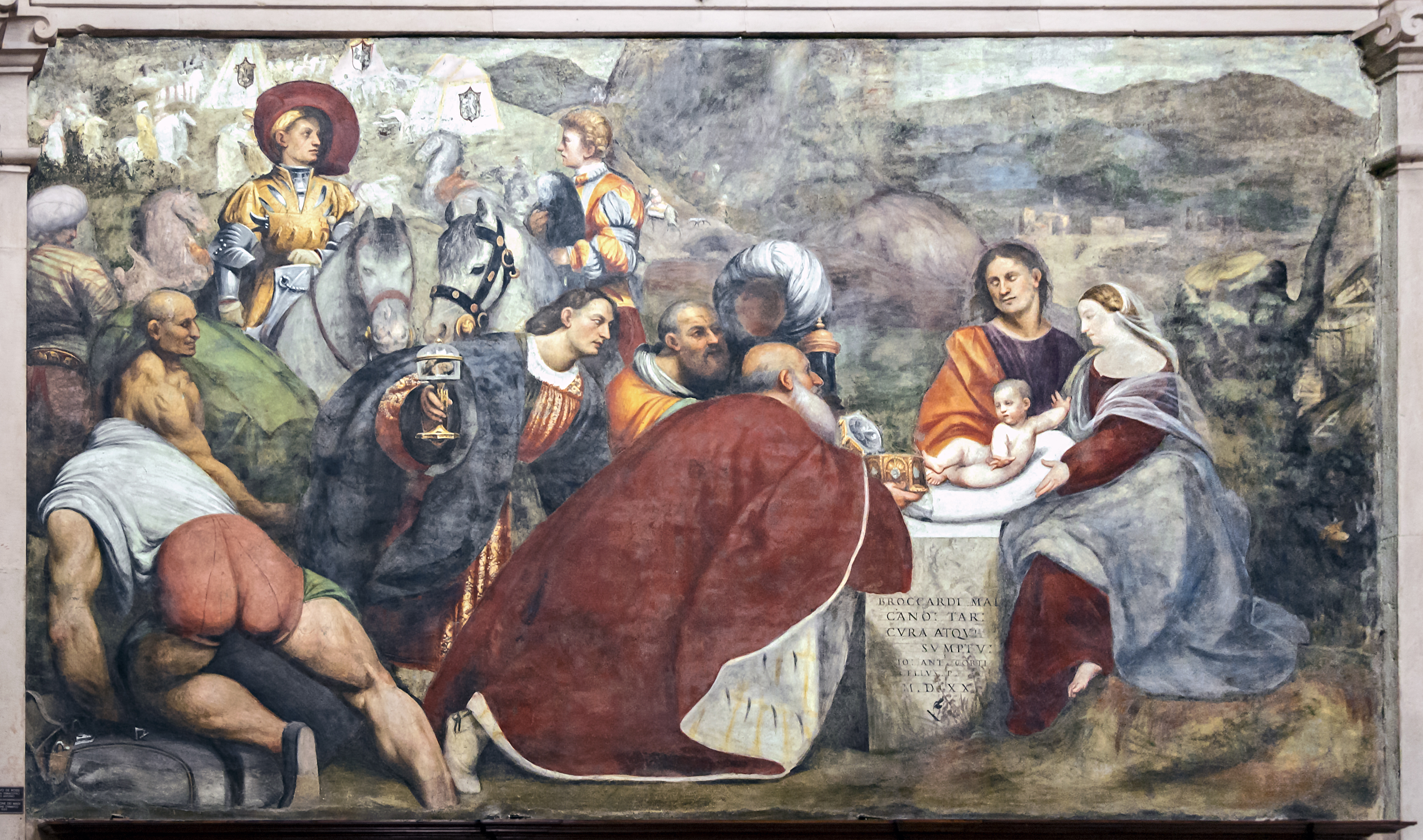
Il Pordenone, L'Adorazione dei Magi
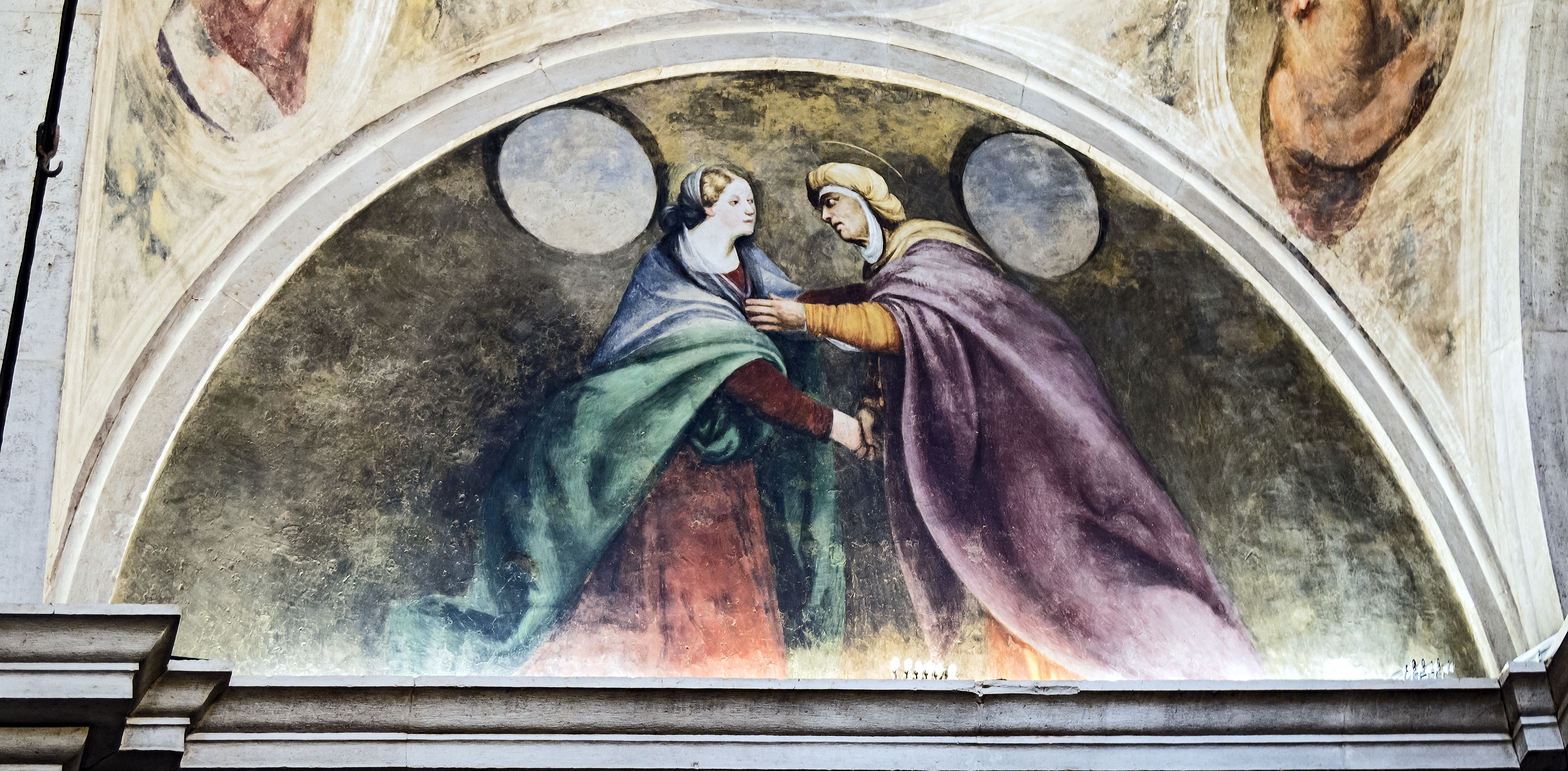
La Visitazione
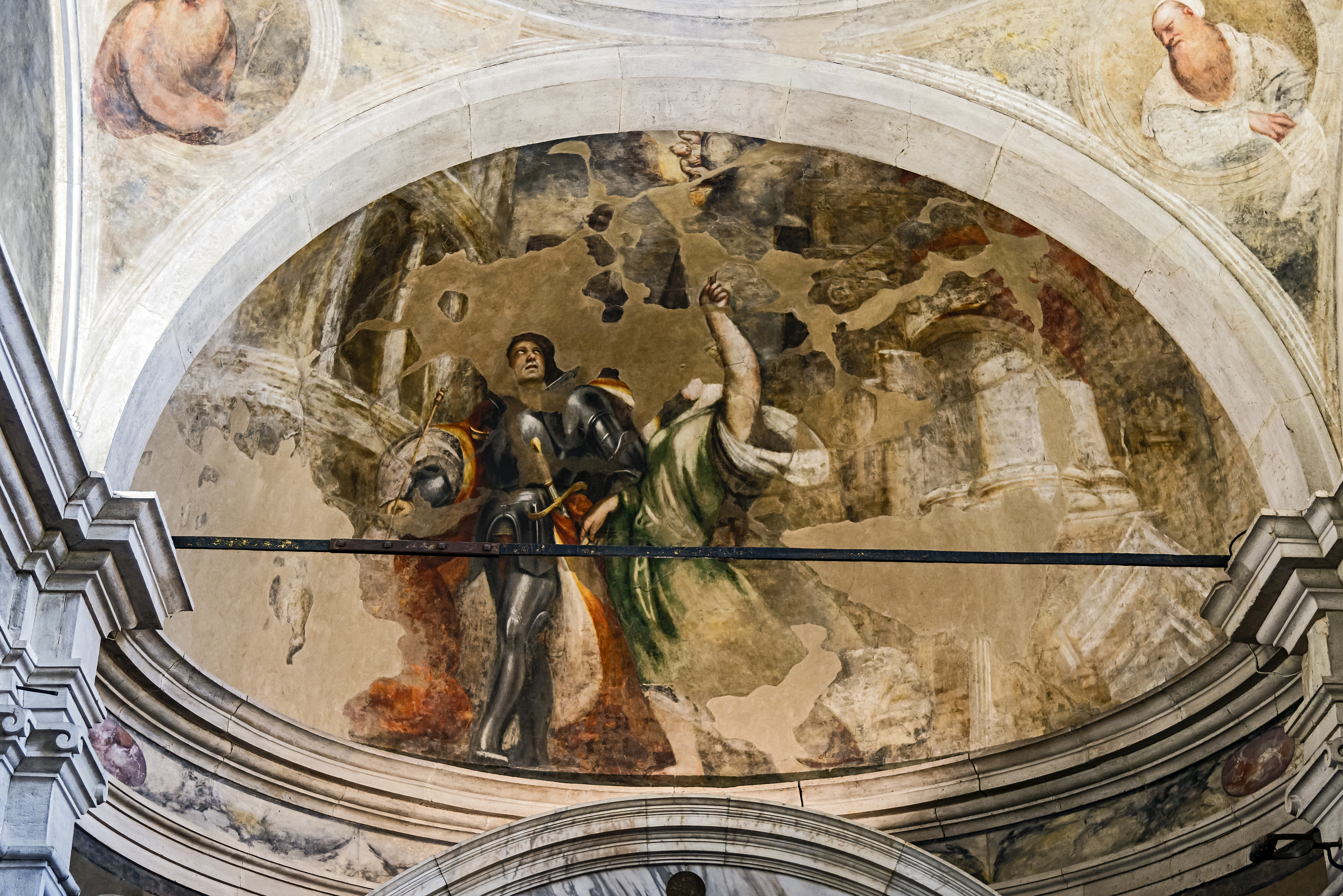
Il Sogno di Augusto
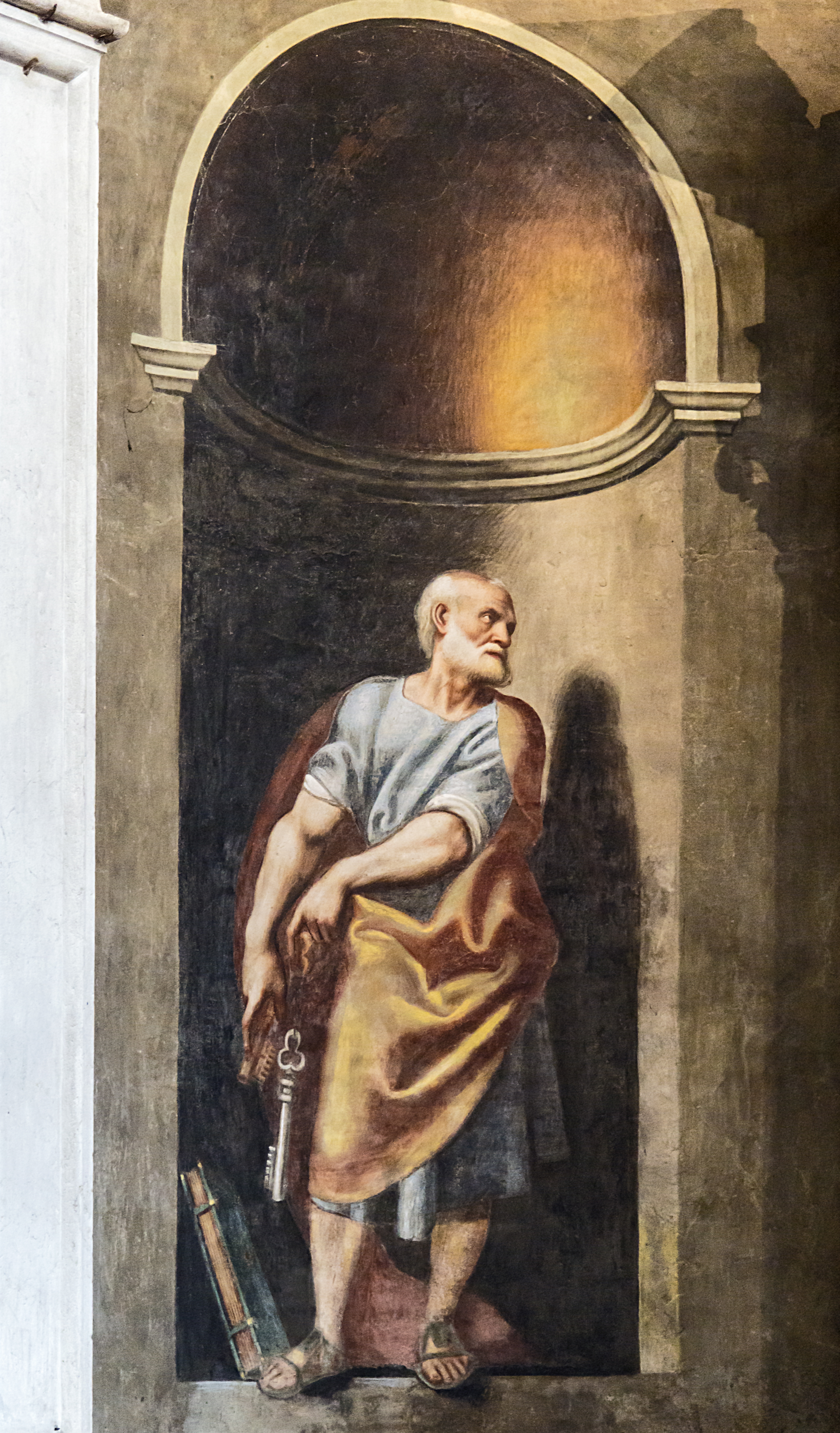
San Pietro
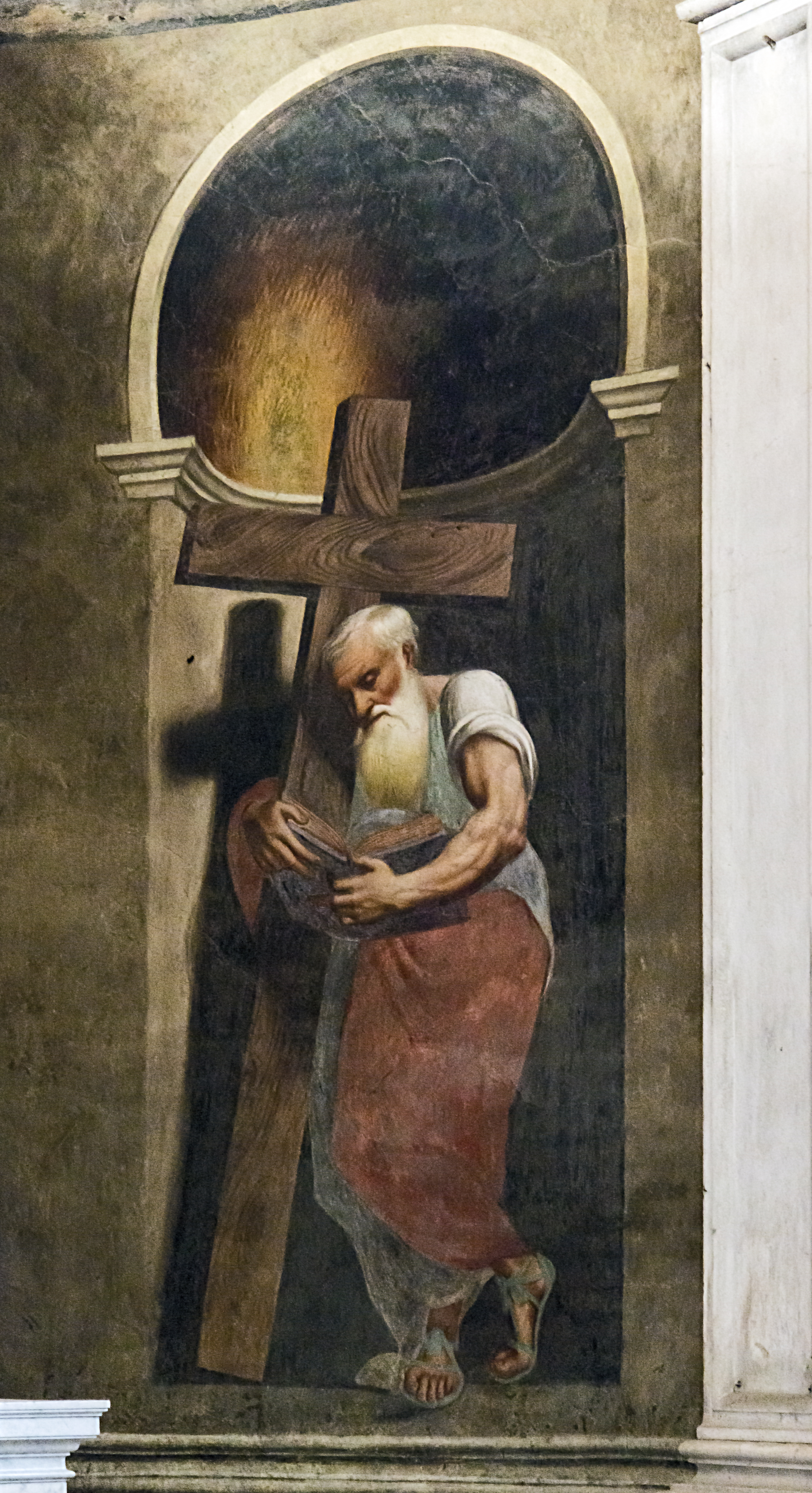
Sant'Andrea
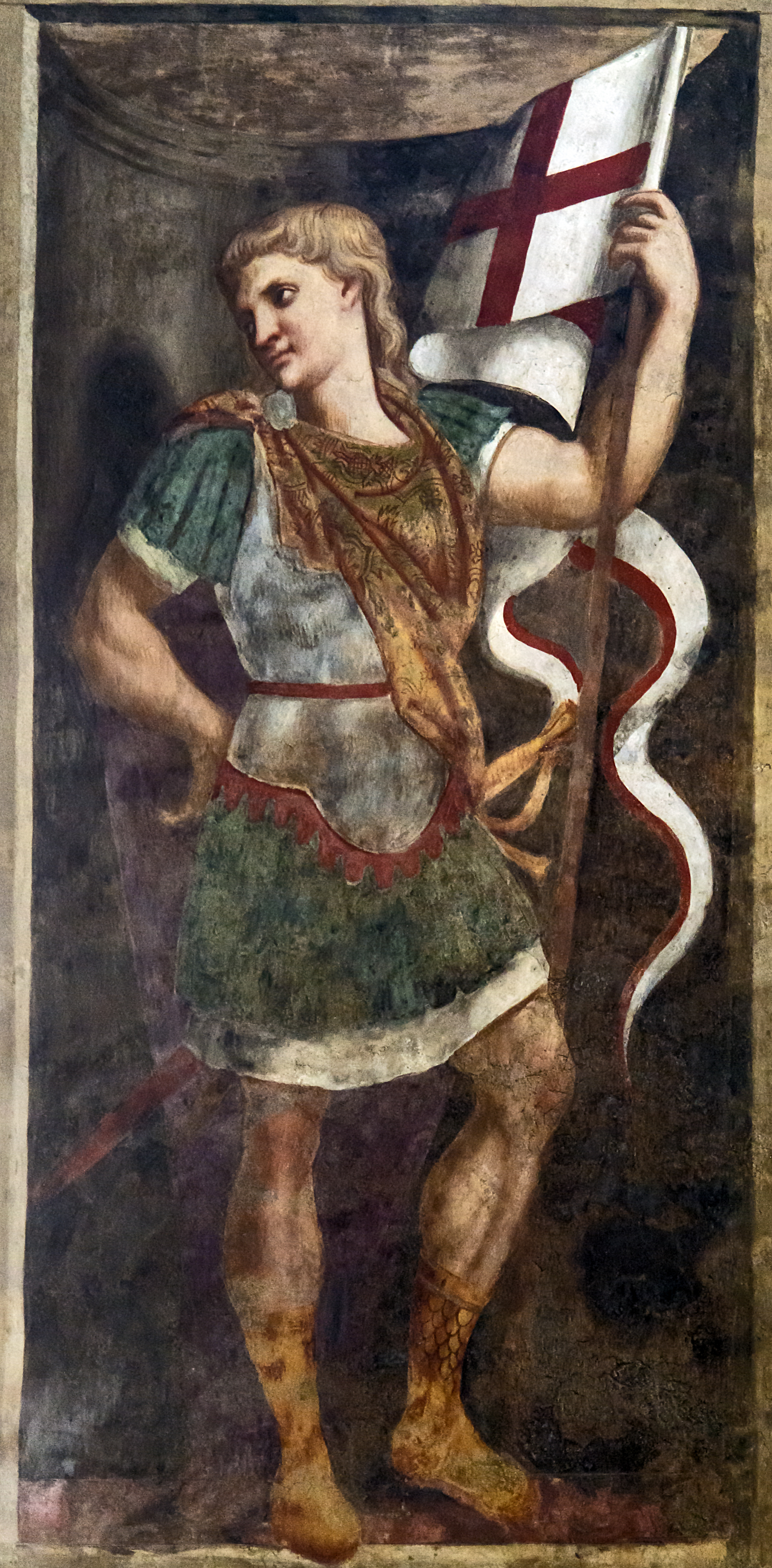
San Liberale, Patrono della città di Treviso

Gli affreschi del Pordenone furono realizzati subito dopo il suo soggiorno romano e, secondo alcuni storici dell'arte , sono influenzati dalle grandi opere romane contemporanee, come la cappella Sistina michelangiolesca o la cappella Chigi di Santa Maria del Popolo. In ogni caso questi affreschi rappresentano il risultato del primo contatto tra la pittura veneta e i capolavori del primo Rinascimento romano.
In una nicchia del tamburo della cupola è collocato il busto in terracotta del vescovo Bernardo de Rossi, lavoro attribuito ad Andrea Briosco detto il Riccio e risalente al 1520 circa. La cappella è completata da balaustre in pietra traforata e da alcuni stalli in legno intagliato.

#### Altare maggiore
Al centro si trova l'altare maggiore e dietro, un grandioso presbiterio profondo quanto la navata caratterizzato da diversi apparati decorativi quali l'affresco del catino absidale raffigurante l'Immacolata, dell'artista trevigiano Antonio Beni, gli stalli del coro, dedicati ai canonici e ai presbiteri durante le grandi concelebrazioni episcopali. Sul lato sinistro, le stanze sono sormontate da "un affresco di Biagio Biagetti: l'Apoteosi di San Pio X.
L'altare, consacrato dal Vescovo Paolo Magnani nel 1999, è costituito dal primitivo sarcofago che conteneva le spoglie del beato Arrigo da Bolzano, del XIV secolo, mentre la cattedra e l'ambone sono nuovi, realizzati dallo scultore lombardo Mario Rudelli.
Il complesso absidale si deve all'intervento di Pietro Lombardo e figli, autori del vecchio altare maggiore, conservante le spoglie dei martiri Teonisto, Tabra e Tabrata e anche del monumento del vescovo Giovanni Dacre noto anche come Zanetto (1486), posto sulla parete di sinistra. Di fronte a quest'ultimo, il monumento a papa Alessandro VIII Ottoboni, opera barocca di Giovanni Bonazza realizzato tra il 1689 e il 1693.

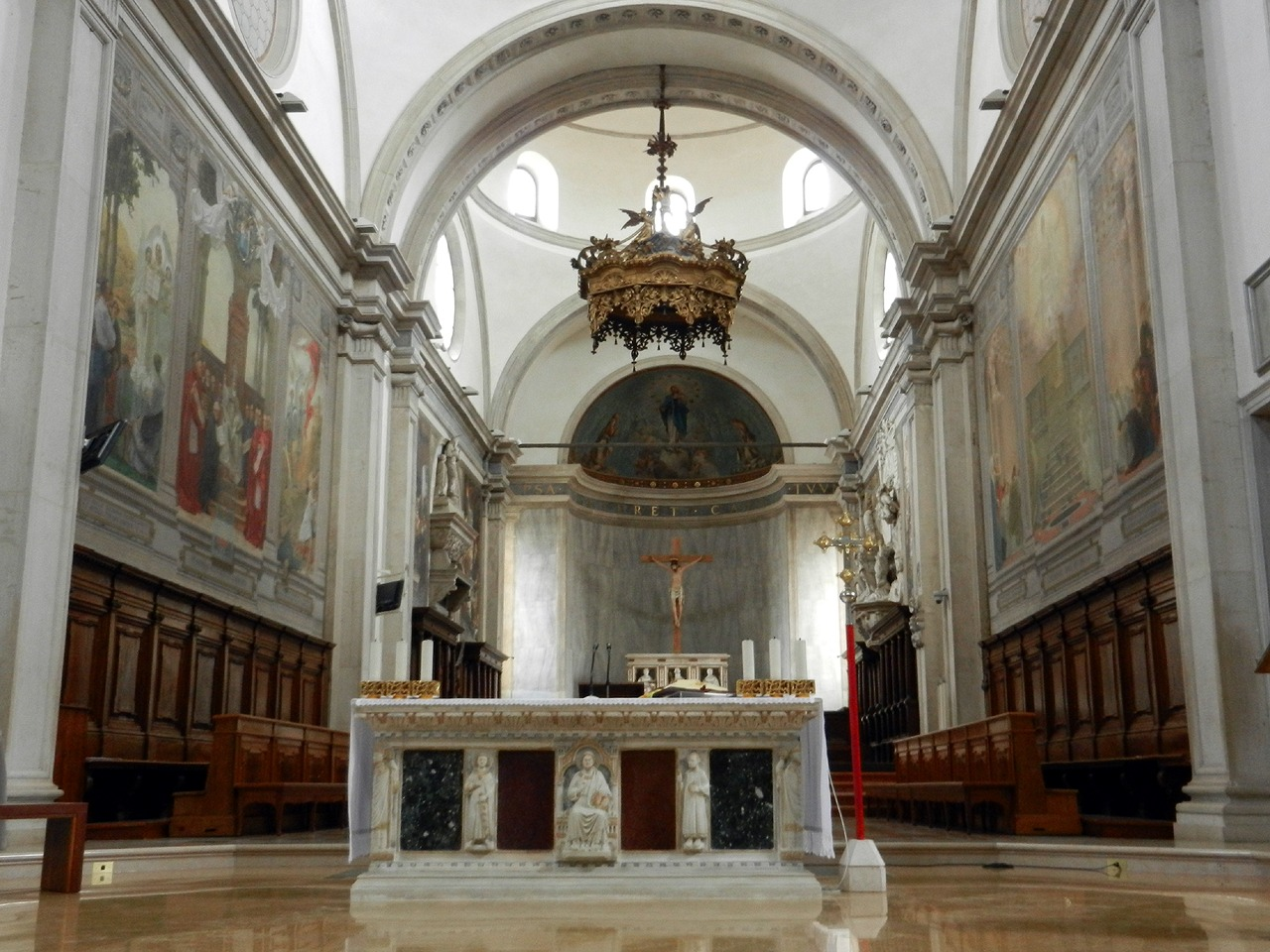
Altare Maggiore e Presbiterio
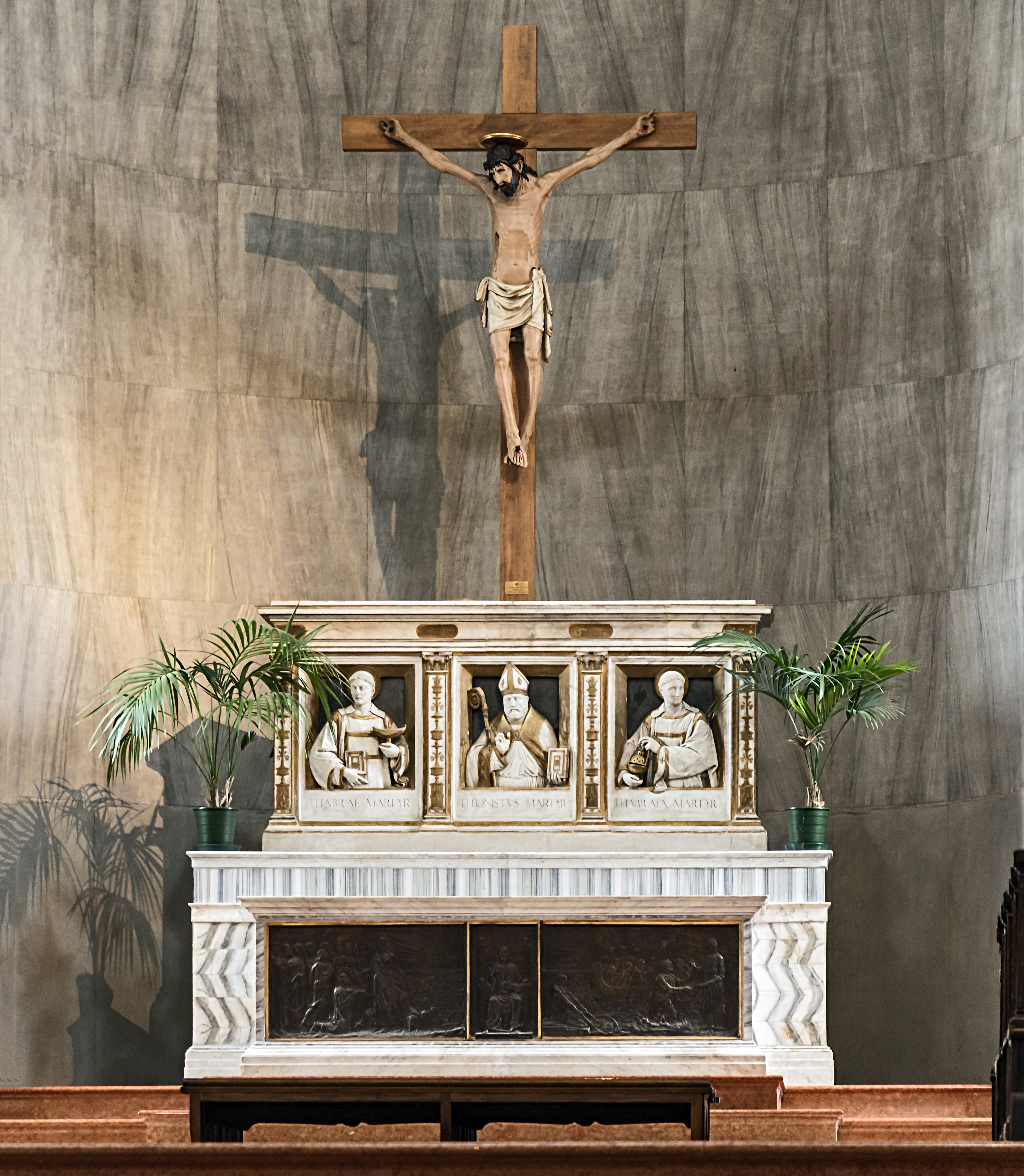
Antico altare Maggiore
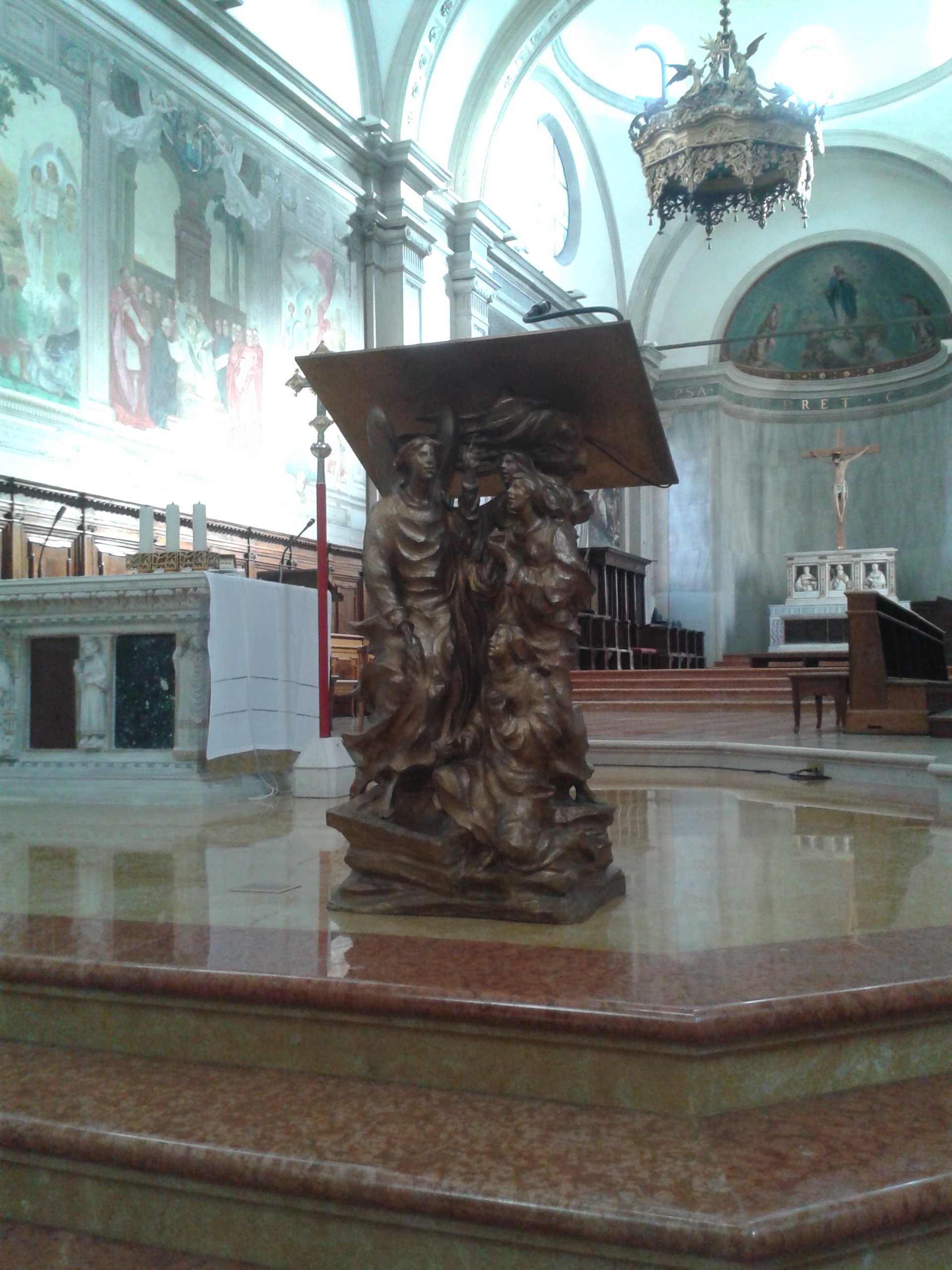
Ambone di Mario Rudelli
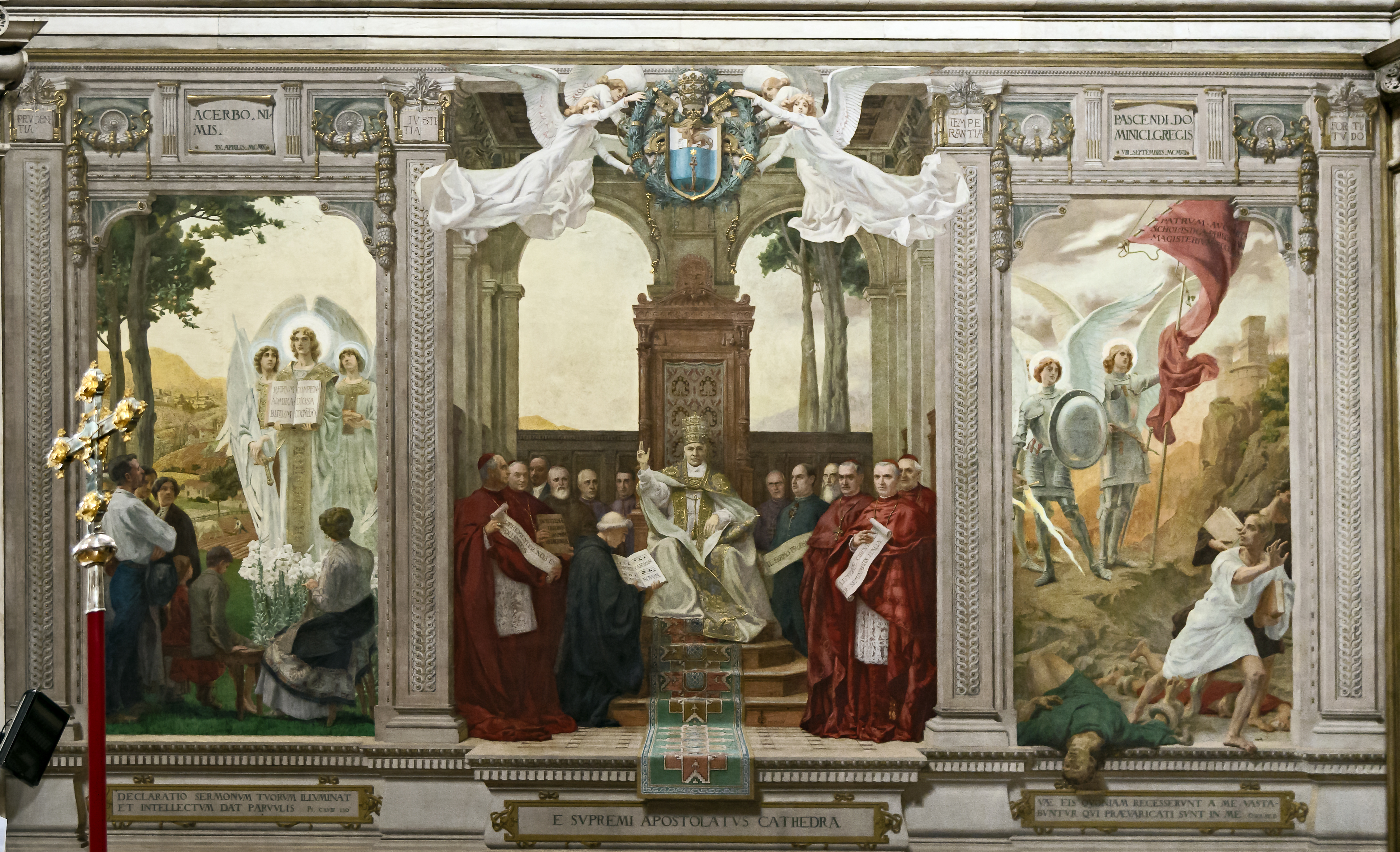
Biagio Biagetti: l'Apoteosi di San Pio X

#### Cappella del Santissimo Sacramento
Al termine della navata sinistra, a destra dell'altare maggiore, la cappella del Santissimo Sacramento (XVI secolo) ospita la tomba del vescovo Niccolò Franco (XV secolo), il quale, con l'ausilio dei francescani, fondò a Treviso il Monte di Pietà; viene attribuita ad Antonio Maria da Milano.
Nel vestibolo campeggiano le armi del vescovo Bernardo de' Rossi, che la commissionò ai M. Antonio e Pietro tajapria, come di legge nella lapide posta sotto lo stemma, tra il 1501 e il 1514. Notevole per le decorazioni di gusto rinascimentale è il monumento funebre del vescovo Nicolò Franco, scolpito nel 1501 da un artista di scuola lombarda. Nell'abside l'affresco del Pantocratore di Pier Maria Pennacchi realizzato nel 1511, mentre nei pennacchi della cupola le effigi dei quattro evangelisti a bassorilievo realizzate da Lorenzo Bregno.

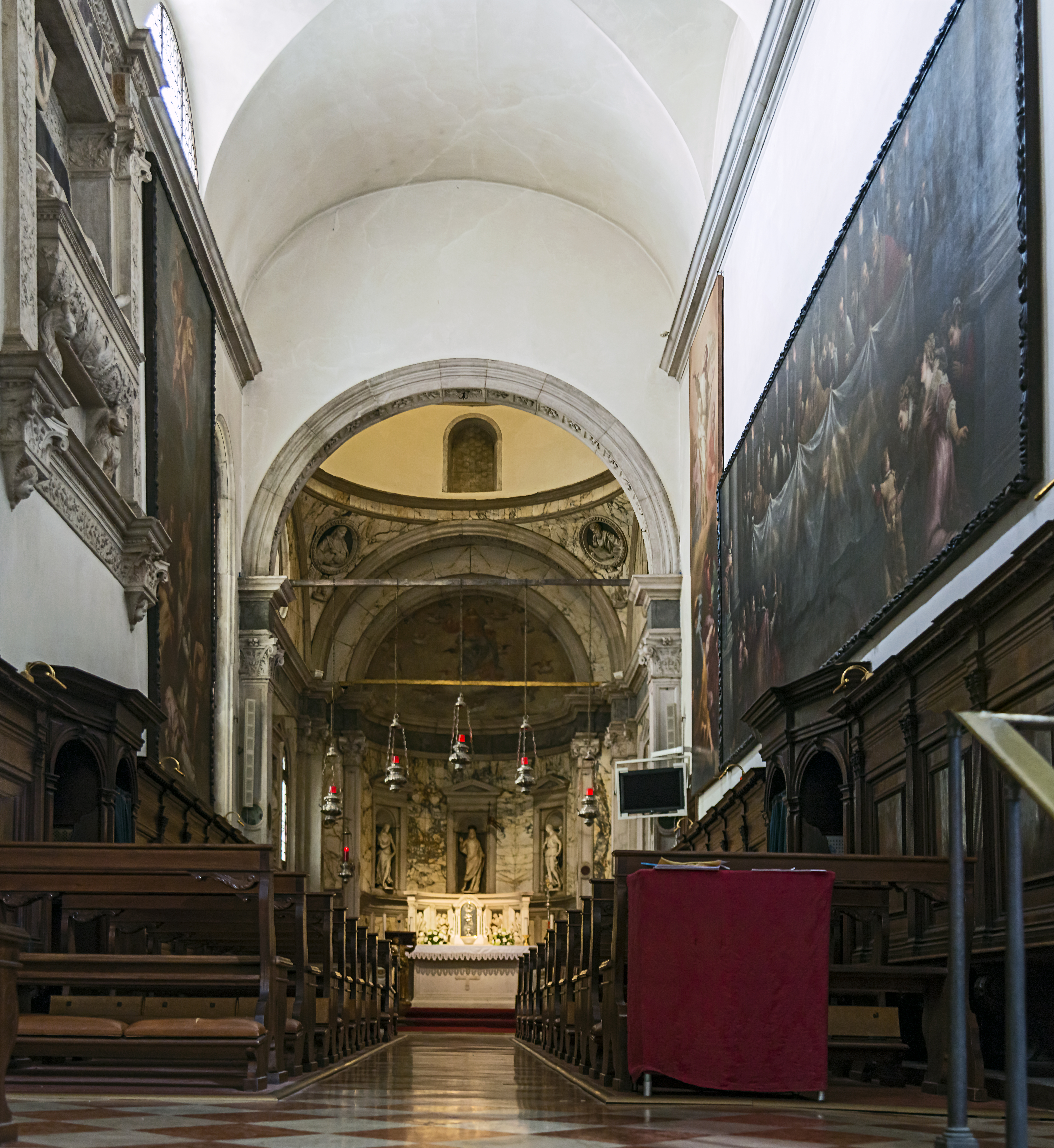
Cappella del Santissimo Sacramento
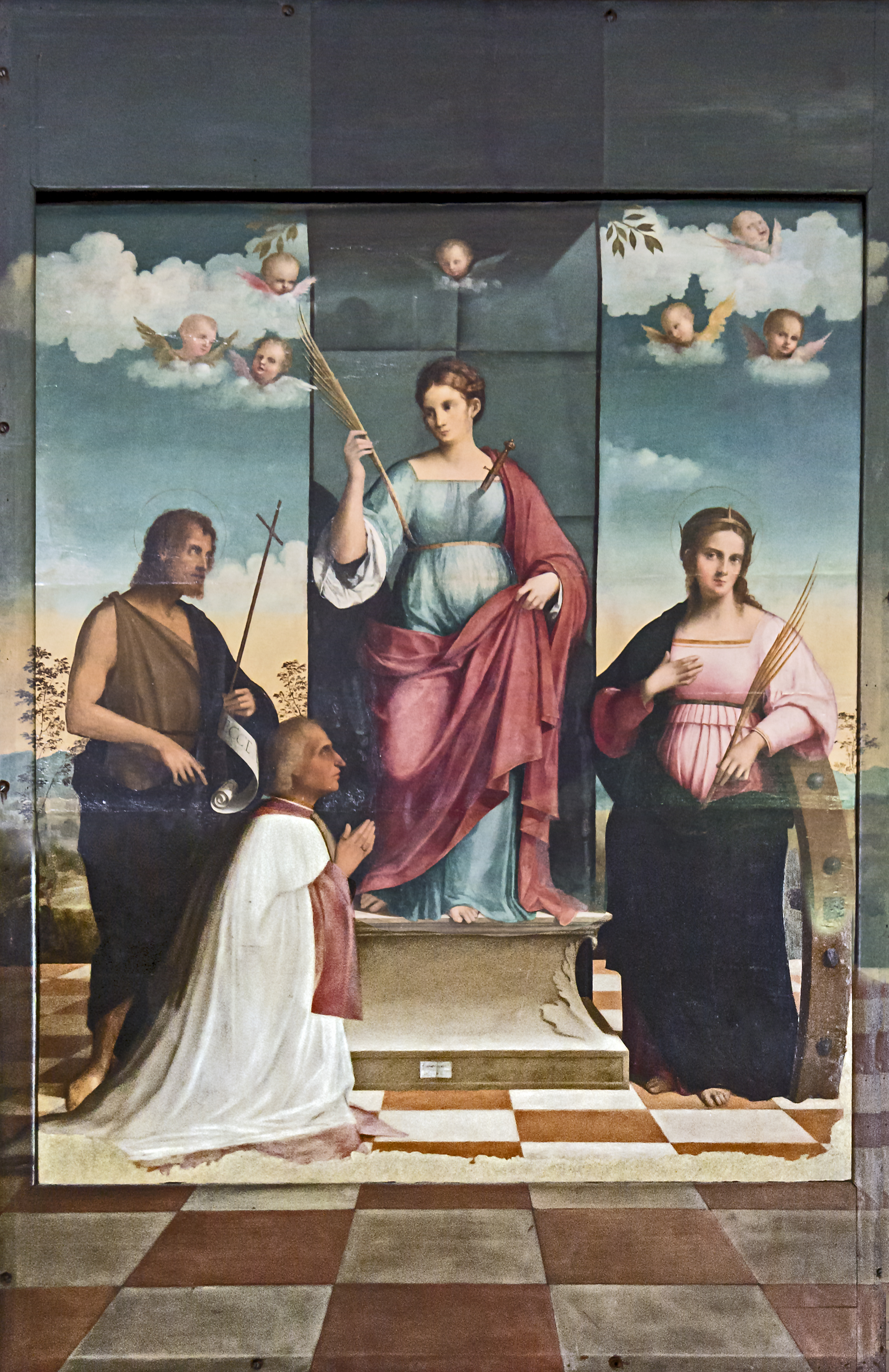
Cappella Di Santa Giustina

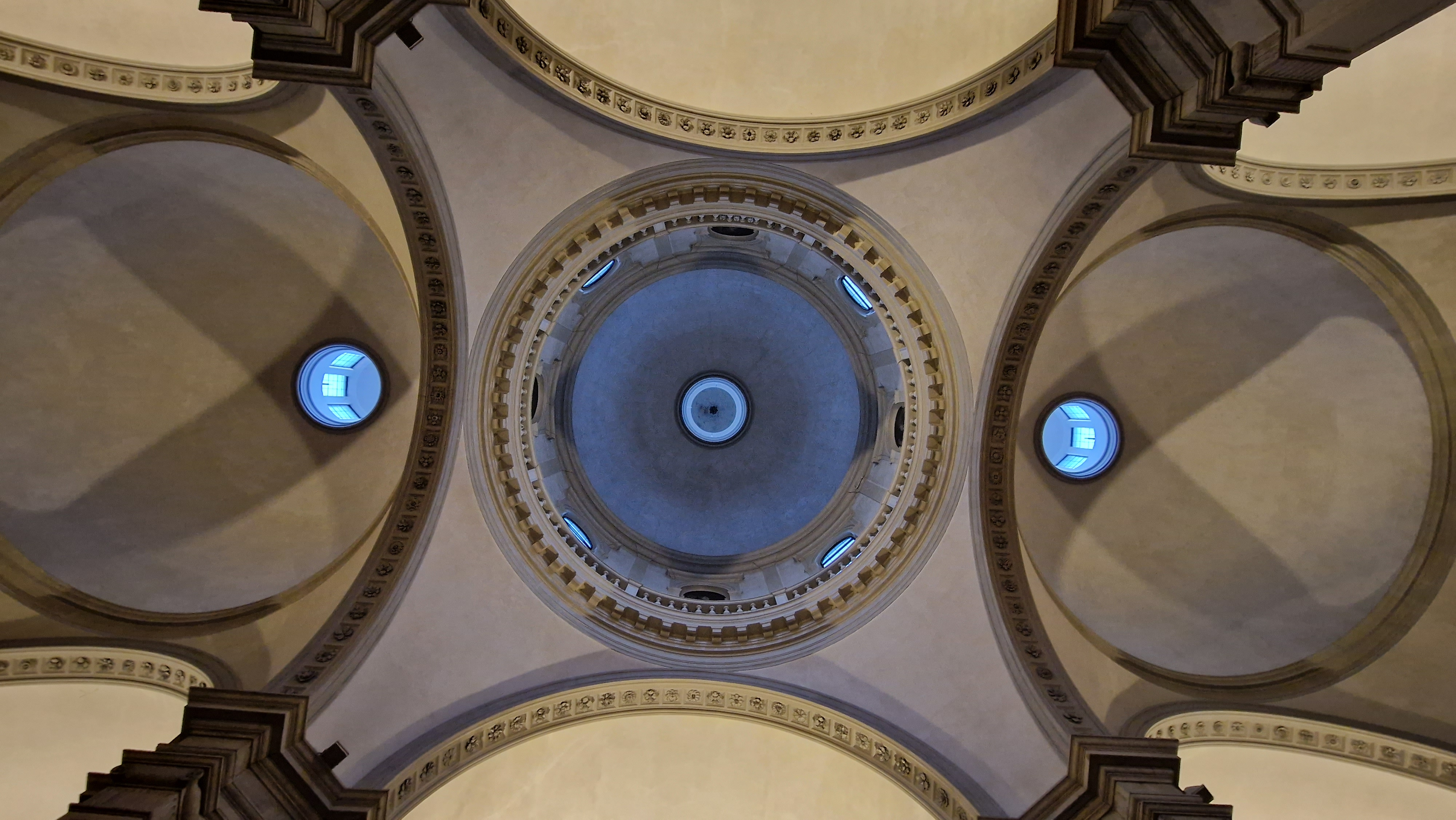
L'interno delle cupole della navata centrale

#### Navate
Molte le opere poste nelle navate. Tre queste, nell'altare di santa Giustina una pala del 1530 di Francesco Bissolo raffigurante Santa Giustina tra i santi Giovanni Battista e Caterina d'Alessandria e un donatore, in una nicchia nel secondo pilastro della navata sinistra la statua della Madonna col Bambino di Tommaso Lombardo e, posto simmetricamente rispetto alla precedente, un bassorilievo di Lorenzo Bregno che rappresenta la scena della Visitazione.

### Cripta
È l'ambiente più antico della cattedrale, suddiviso in tre navate, irregolari a causa degli interventi quattrocenteschi, da 68 colonne sovrastate da capitelli di diversa foggia. Il sovrastante presbiterio è sorretto da quattro grossi pilastri in muratura. La cappella principale è introdotta da due pilastri monoliti in marmo rosso di Verona di base ottagonale di epoca longobarda.
Nell'abside è collocata l'Arca di San Liberale, soldato romano originario della vicina Altino, convertito al cristianesimo e fattosi eremita, è ora il patrono di Treviso. L'arca poggia su di un prezioso pavimento in maiolica policroma con motivi vegetali. Si tratta probabilmente di un lavoro di una bottega veneziana e risale alla metà del XVI secolo.
Frammenti di affreschi si riscontrano ancora nei soffitti e nelle pareti e sono databili tra il XIII e il XIV secolo, mentre nella cappella in fondo alla navata in cornu Evangelii, quella in cui riposano gli ultimi vescovi diocesani, si trovano elengantissime grottesche risalenti all'epoca del vescovo Francesco Corner.

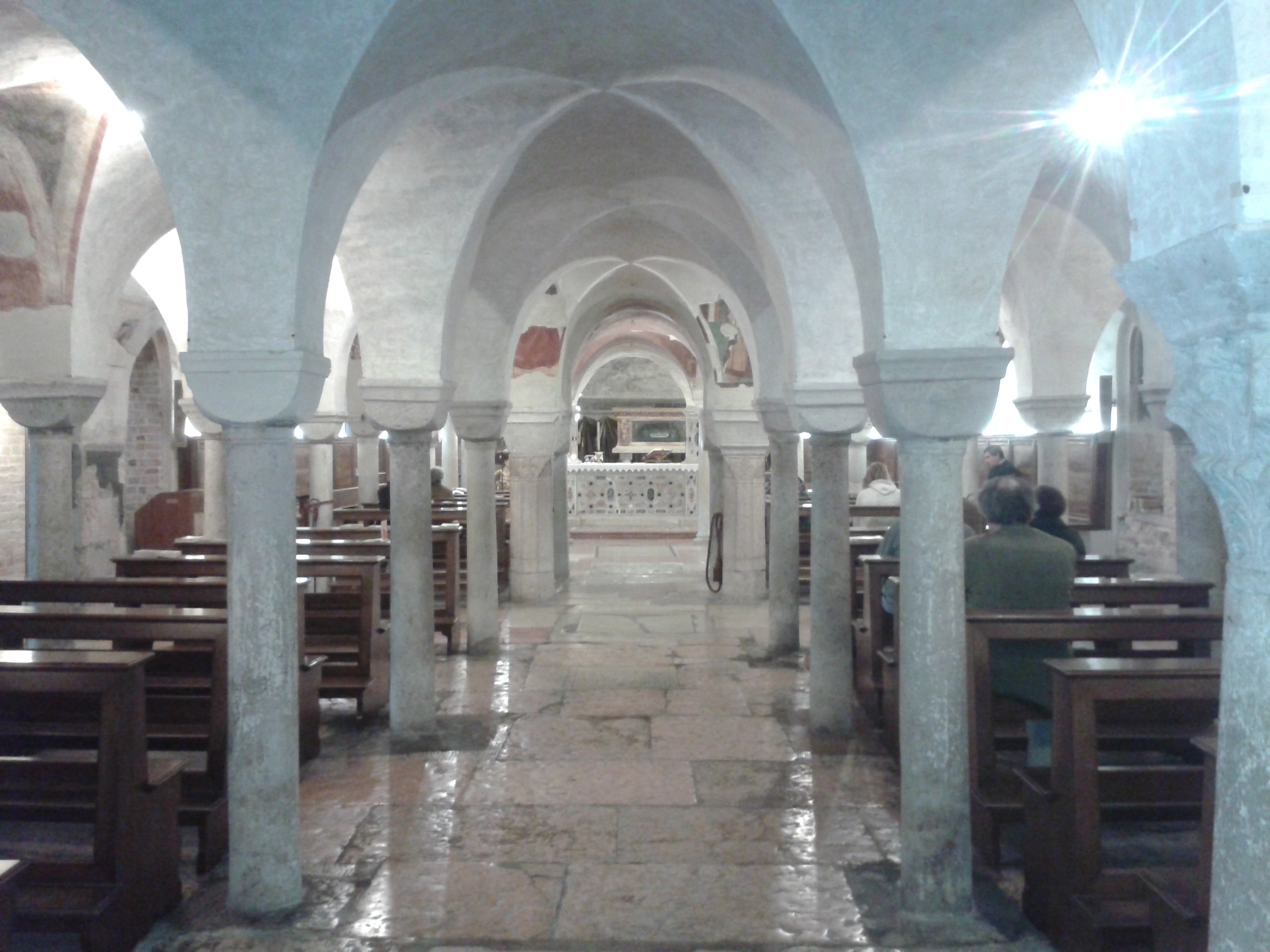
Veduta della cripta
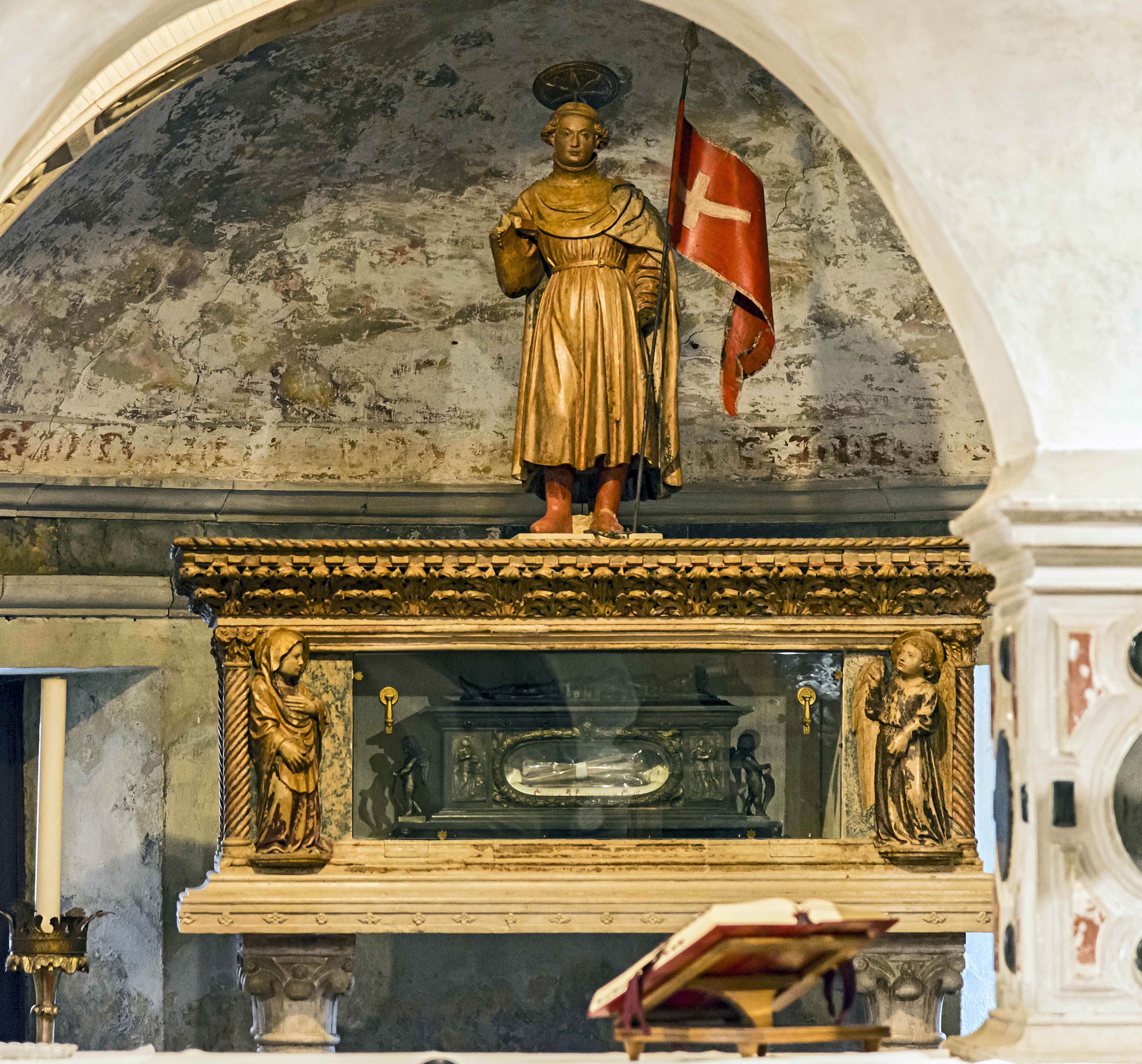
Reliquiario di San Liberale nella cripta
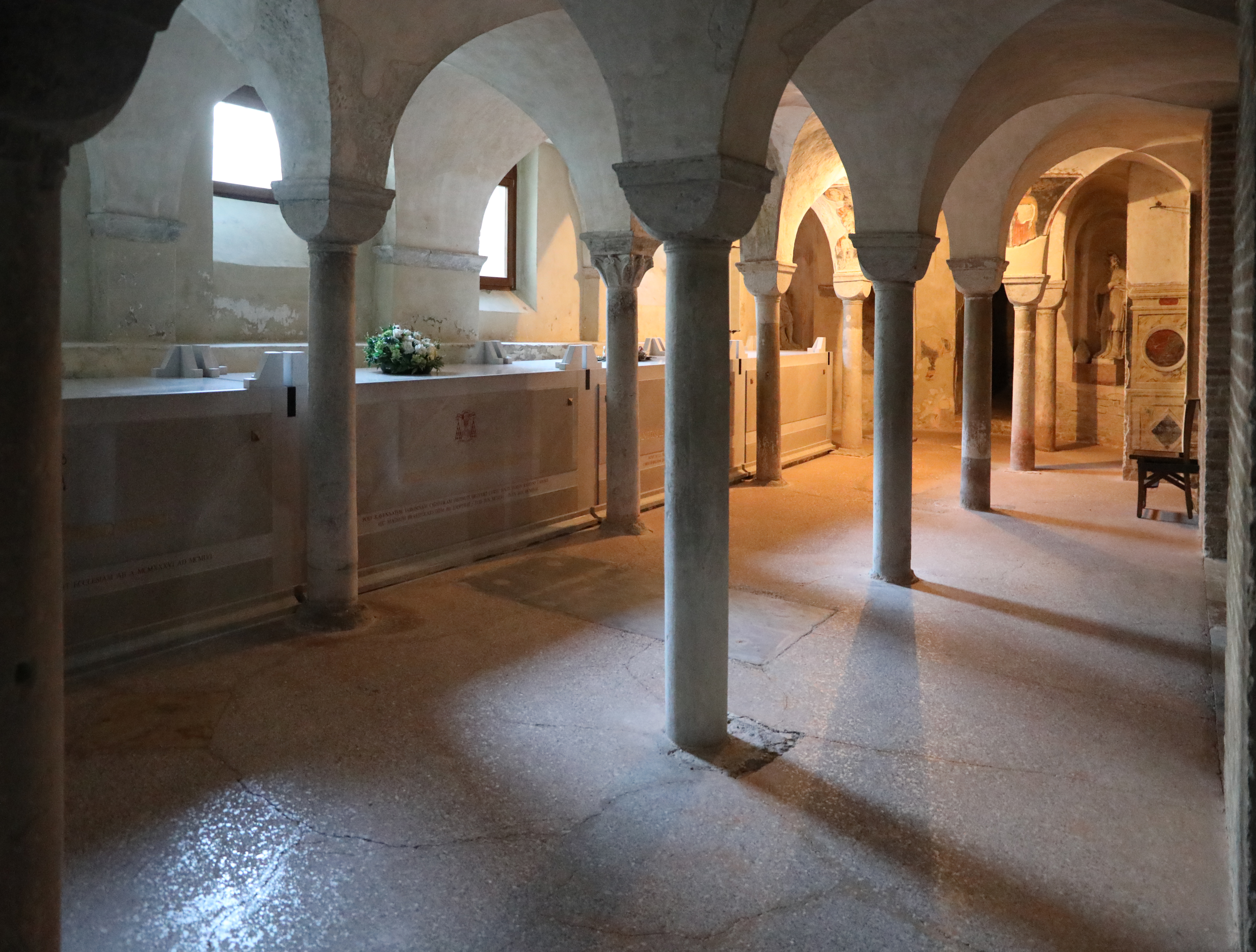
Veduta delle Tombe dei Vescovi di Treviso, all'interno della Cripta
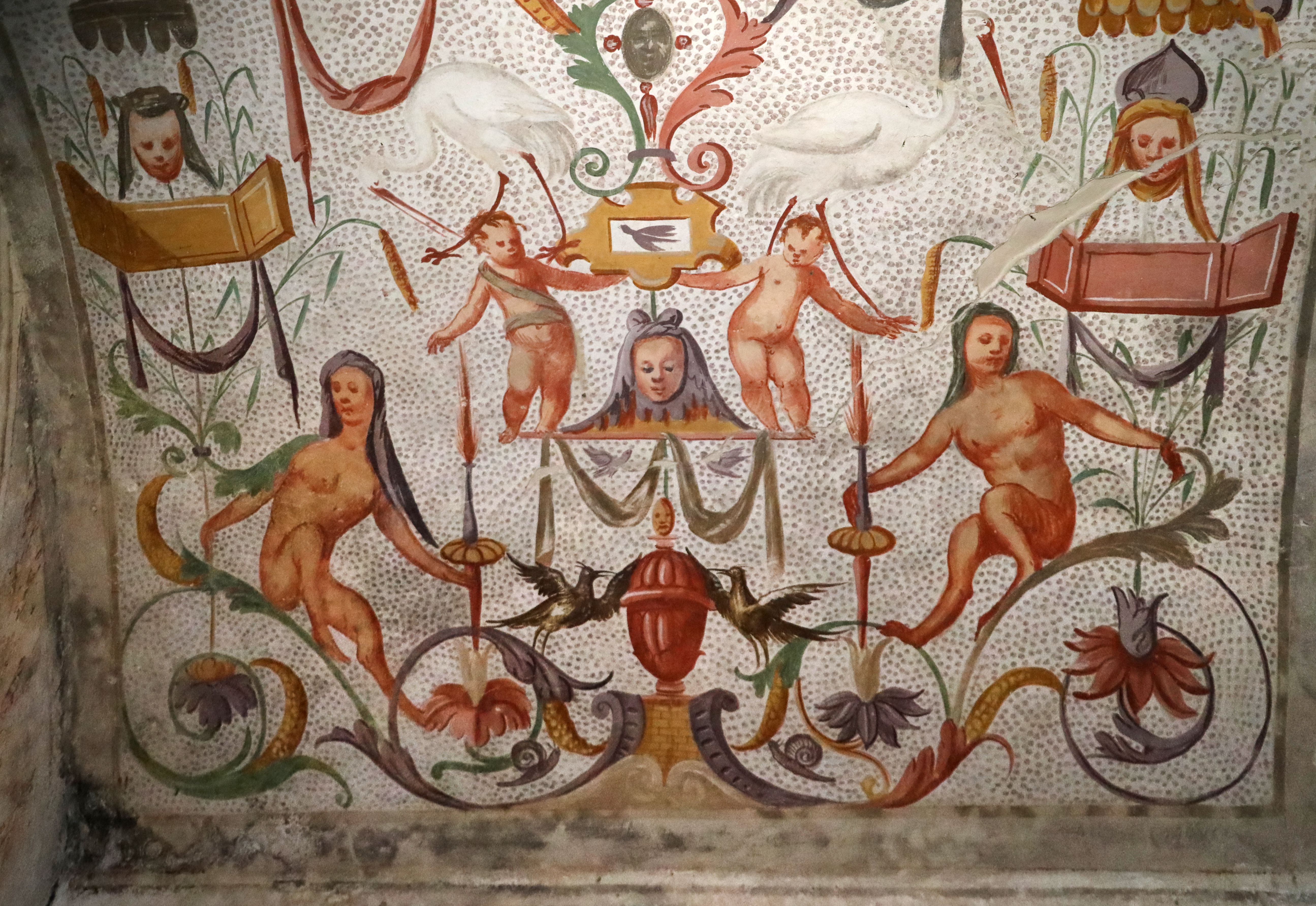
Affreschi della Cripta
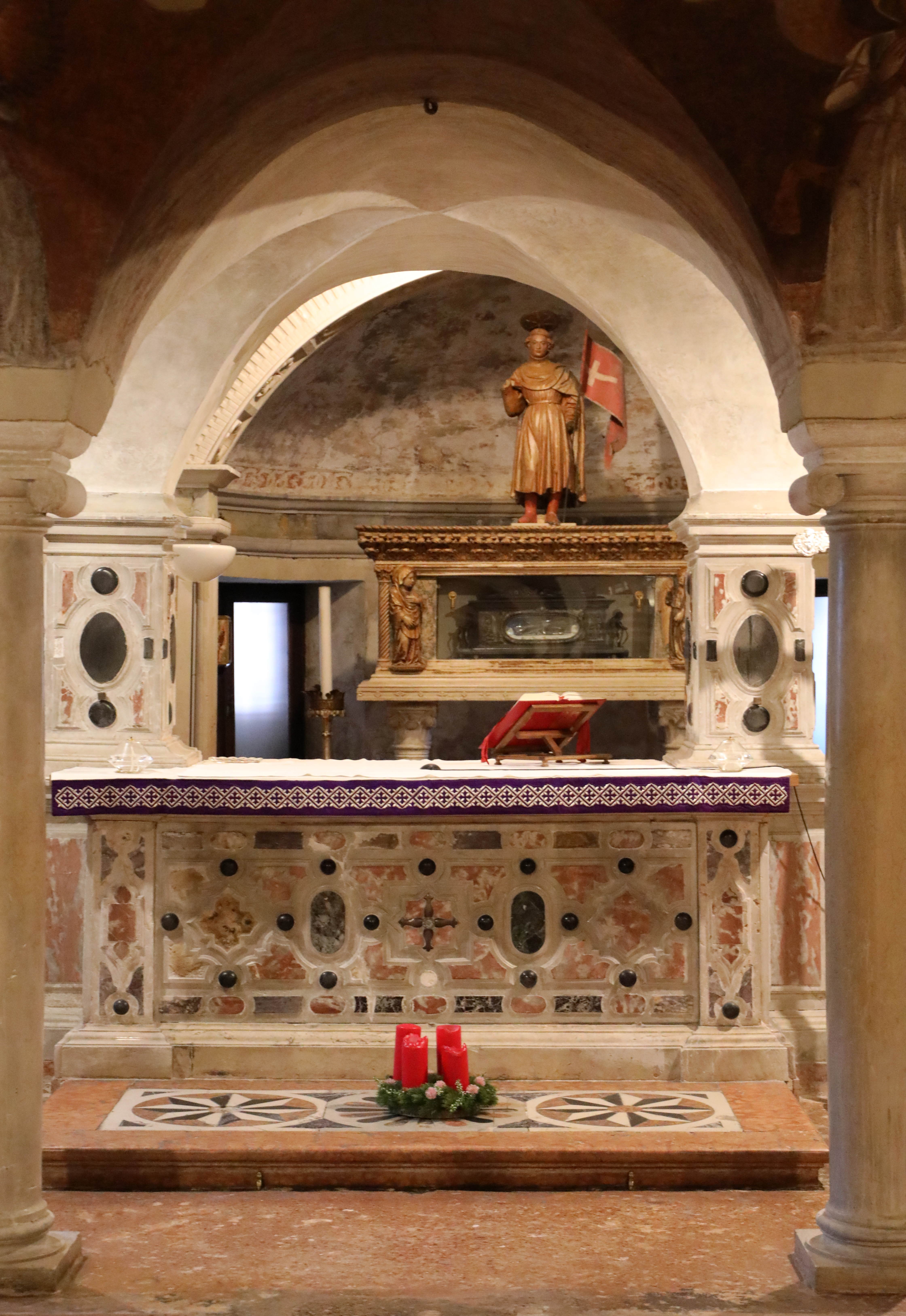
Altare della Cripta con il Reliquiario di San Liberale
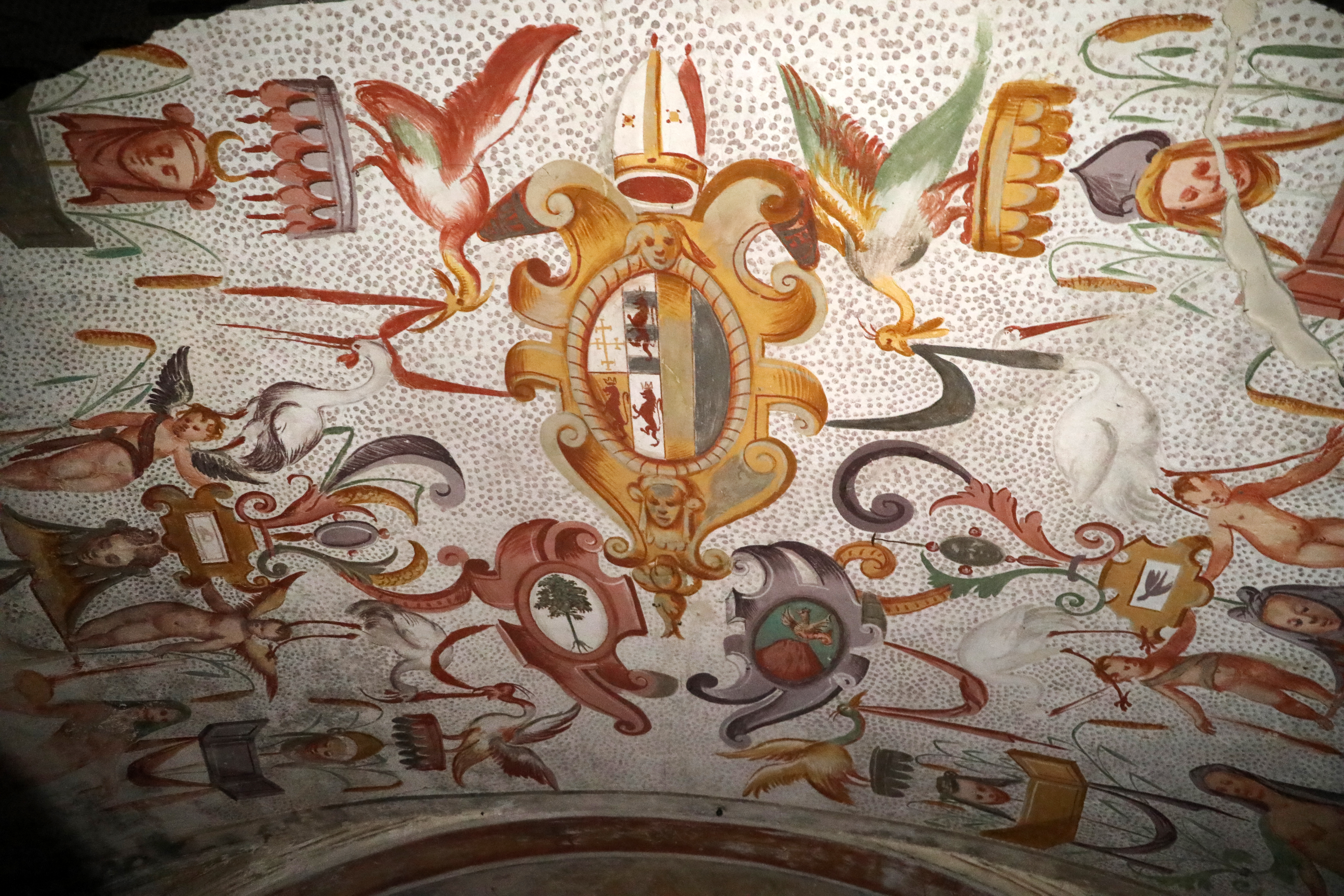
Affreschi delle volte della Cripta

### Organi a canne

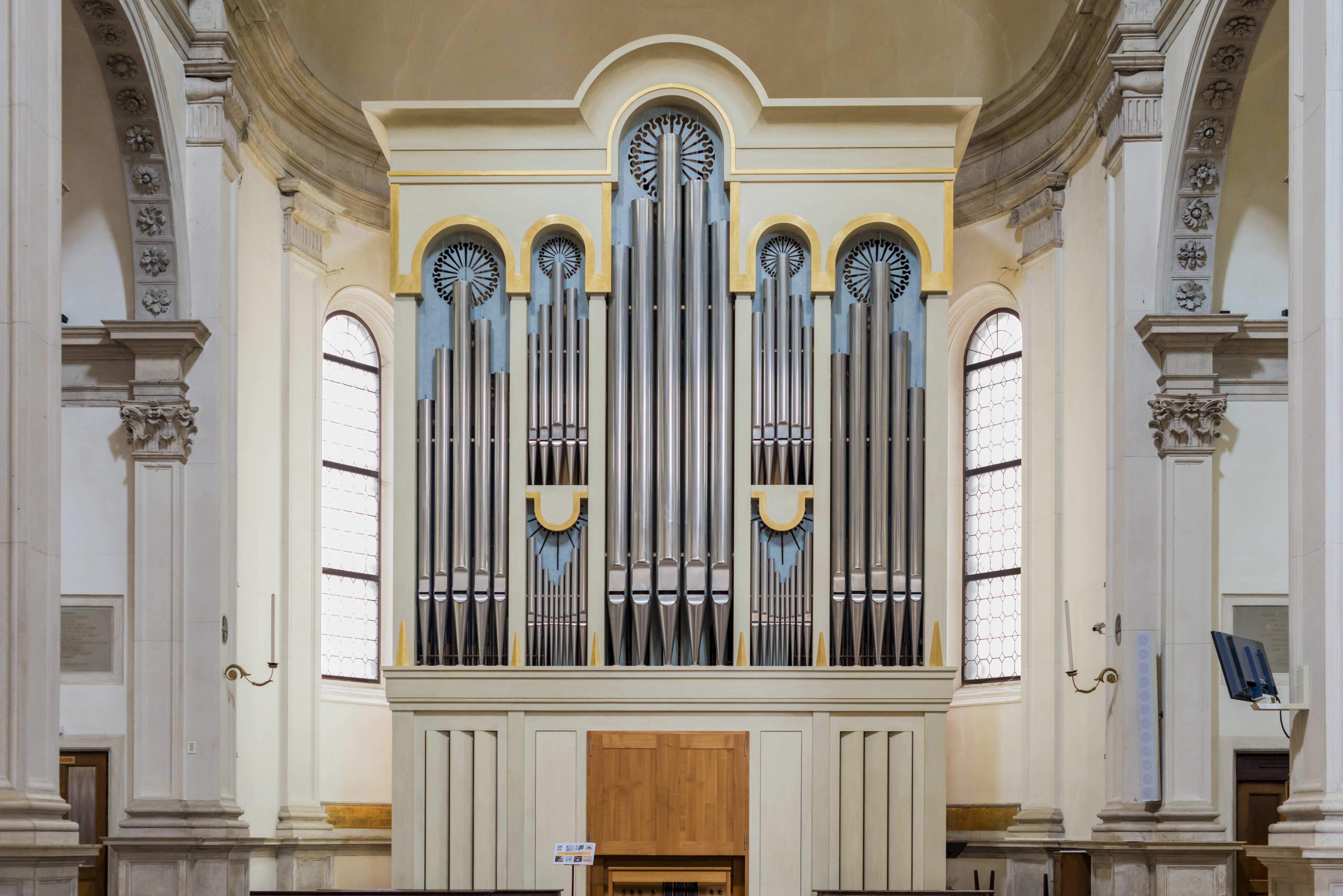
L'Organo monumentale Kuhn-Hradetzky.

#### Storia
Per quanto riguarda la storia degli organi del duomo di Treviso, vi sono documenti che ne attestano l'esistenza risalenti al 1364.
Il primo organo, collocato presso l'attuale altare di Pio X, fu costruito da tale Mastro Lorenzo dai Organi. Rifatto pressoché completamente nel 1436 da frate Nicolao de Alemania e nel 1481 da fra Urbano da Venezia, fu definitivamente sostituito nel 1769 per opera del grande organaro Gaetano Callido.
Questo strumento, rimodernato da Giacomo Locatelli nel 1876, era collocato nella cantoria in cornu epistolae, ora non più esistente. Il materiale fonico Callido-Locatelli venne poi impiegato per costruire l'organo della chiesa di San Cipriano di Roncade. Nel 1915 fu installato un nuovo grande organo di Giovanni Tamburini (posto sul pavimento del presbiterio, dietro all'altare maggiore), a sua volta dismesso e trasferito presso l'arcipretale di Trebaseleghe in favore dello strumento attuale.

#### Organo monumentale maggiore
Di notevole importanza è l'organo monumentale, costruito dalle ditte Kuhn e Hradetzky nel 2000 e voluto dall'allora vescovo mons. Paolo Magnani in occasione dell'Anno giubilare; a trasmissione mista (meccanica per manuali e pedale, elettrica per i registri), è dotato di 3.591 canne, tre manuali di 58 note ciascuno e di una pedaliera dritta di 30 note, per un totale di 51 registri sonori (49 reali) e 1.056 combinazioni aggiustabili elettroniche.
Lo strumento è collocato sul pavimento della cappella laterale centrale di sinistra ed è caratterizzato da un prospetto, ispirato a quello degli antichi organi di scuola italiana, suddiviso in cinque campate con le canne disposte a cuspide. Consolle a finestra. Trasmissione meccanica delle tastiere, elettrica dei registri.

#### Organo della Cripta
Nella cripta è presente un organo positivo di scuola napoletana costruito attorno al 1850. A trasmissione meccanica, è ad unica tastiera di 45 note con prima ottava scavezza.

### Cappella Musicale della Cattedrale
Nella Cattedrale di Treviso opera la Cappella Musicale della Cattedrale che anima le solenni celebrazioni presiedute dal Vescovo, o dal Capitolo della Cattedrale, nelle festività e nelle principali ricorrenze della Diocesi e della Parrocchia di San Pietro Apostolo nella Cattedrale.

#### Storia
Le origini della Cappella Musicale della Cattedrale sono da ricercare all'inizio del XIV secolo quando viene documentata la presenza di una schola guidata da un cantor o magister cantus che doveva insegnare la musica ai fanciulli: il primo che viene menzionato nei registri del Capitolo è un certo Magister Gerardinus (1343). La Cappella acquisterà via via una fisionomia sempre più chiara nel corso del Quattrocento e vivrà un momento di splendore nel Cinquecento sotto la guida di valenti maestri tra cui spicca il fiammingo Giovanni Nasco (1551-1561). Il Seicento vede un progressivo straniamento della musica dalle precipue esigenze del rito , di conseguenza, l'inesorabile declino di una Istituzione che aveva svolto un ruolo importante nelle vicende musicali della chiesa cattedrale e della cultura veneta e italiana. Il rilancio delle attività musicali, funzionali al servizio liturgico della cattedrale, avviene timidamente nella seconda metà dell'Ottocento, sostenuto dal movimento ceciliano e , in modo più convinto ed ufficiale, dal pronunciamento Motu proprio "Tra le sollecitudini" di Pio X (1903). E' a partire da questo periodo che la Cappella del duomo comincia a riorganizzarsi sotto il magistero di Giovanni D'Alessi che dal 1911 si spinge fino a metà degli anni Sessanta del Novecento. Sono anni, questi, di appassionata riscoperta del canto gregoriano e della polifonia rinascimentale, ma anche di dibattito acceso - talvolta sofferto - sulla funzione della musica all'interno della liturgia sulla necessità di giungere a un progressivo coinvolgimento nel canto dell'assemblea dei fedeli. Con l'istruzione Musicam Sacram, del 1967, i padri conciliari hanno cercato di orientare in modo normativo le scelte di chi opera all'interno della liturgia per rendere la musica e il canto veramente aderenti alle esigenze del rito e dell'assemblea celebrante. Ora la Cappella Musicale della Cattedrale di Treviso anima le principali feste e le solennità dell'anno liturgico, rivolgendo la sua attenzione anche ad un repertorio destinato a una vocalità più propriamente corale e si propone di far risuonare almeno una parte dell'immenso patrimonio di canti polifonici conservati nei codici cinquecenteschi della Biblioteca Capitolare, canti composti e copiati proprio per le necessità liturgiche della chiesa madre della città e della Diocesi.

### Campanile
La tozza mole del campanile, contiguo al romanico battistero di San Giovanni (XIII secolo) deve la sua incompletezza, secondo la tradizione, all'opposizione dei Dogi di Venezia onde impedire che potesse superare in altezza quello della basilica di San Marco.
Vicino alla base del campanile,  sulla facciata della Scuola del Santissimo Sacramento, si trova, in rovina, un affresco figurativo del Tiziano.
Il campanile è dotato di un concerto di cinque campane in Si2 calante fuse dalla fonderia Pietro Colbachini di Bassano del Grappa (VI), le 3 grandi nel 1869 e le 2 minori nel 1892. Inoltre, al concerto campanario si aggiungono due "sonelli" antichi fusi uno dalla ditta De Poli di Udine nel 1867, l'altro da Giovanni Battista e figli Soletti nel 1834.

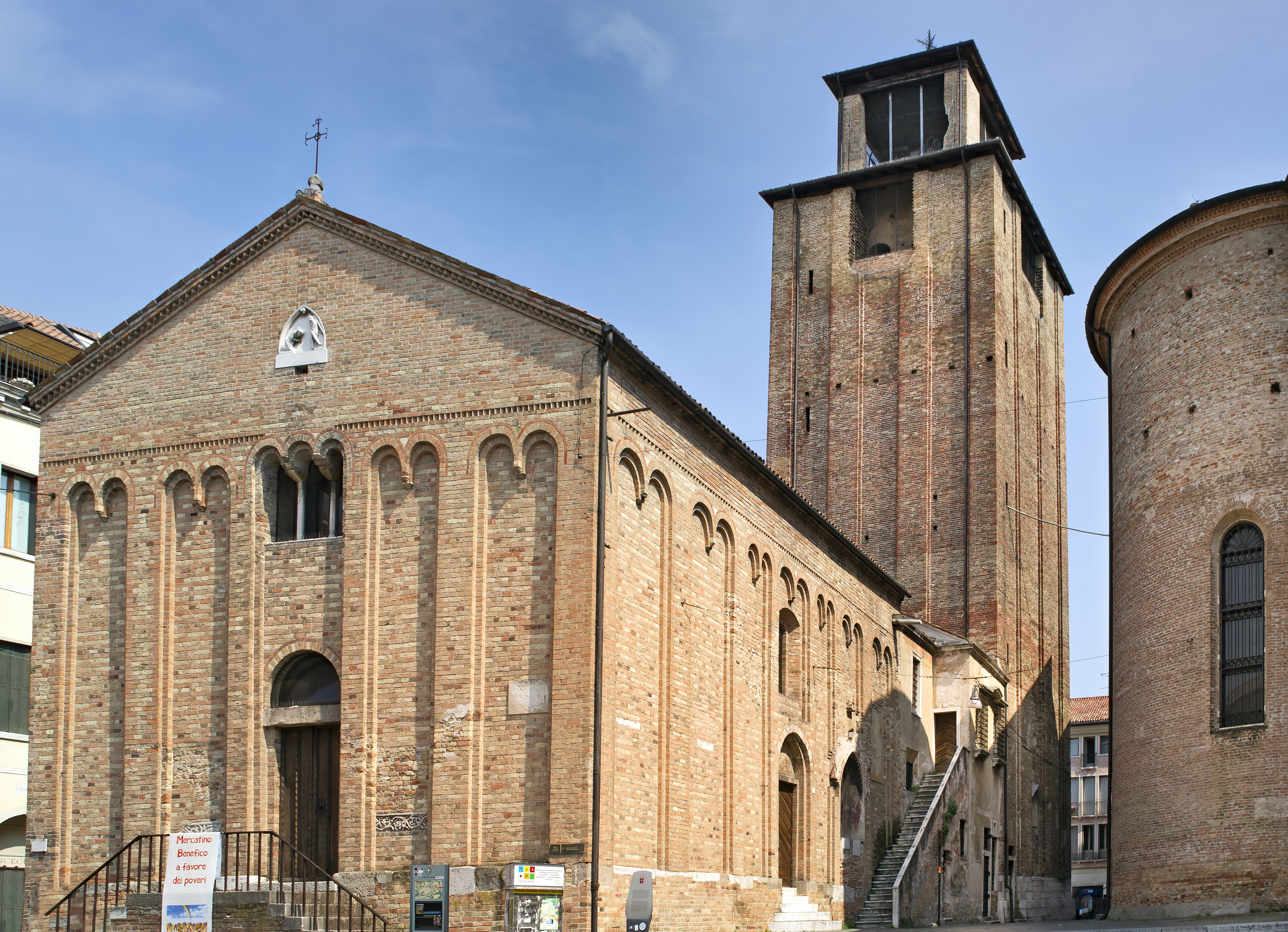
Il campanile da Piazza Duomo
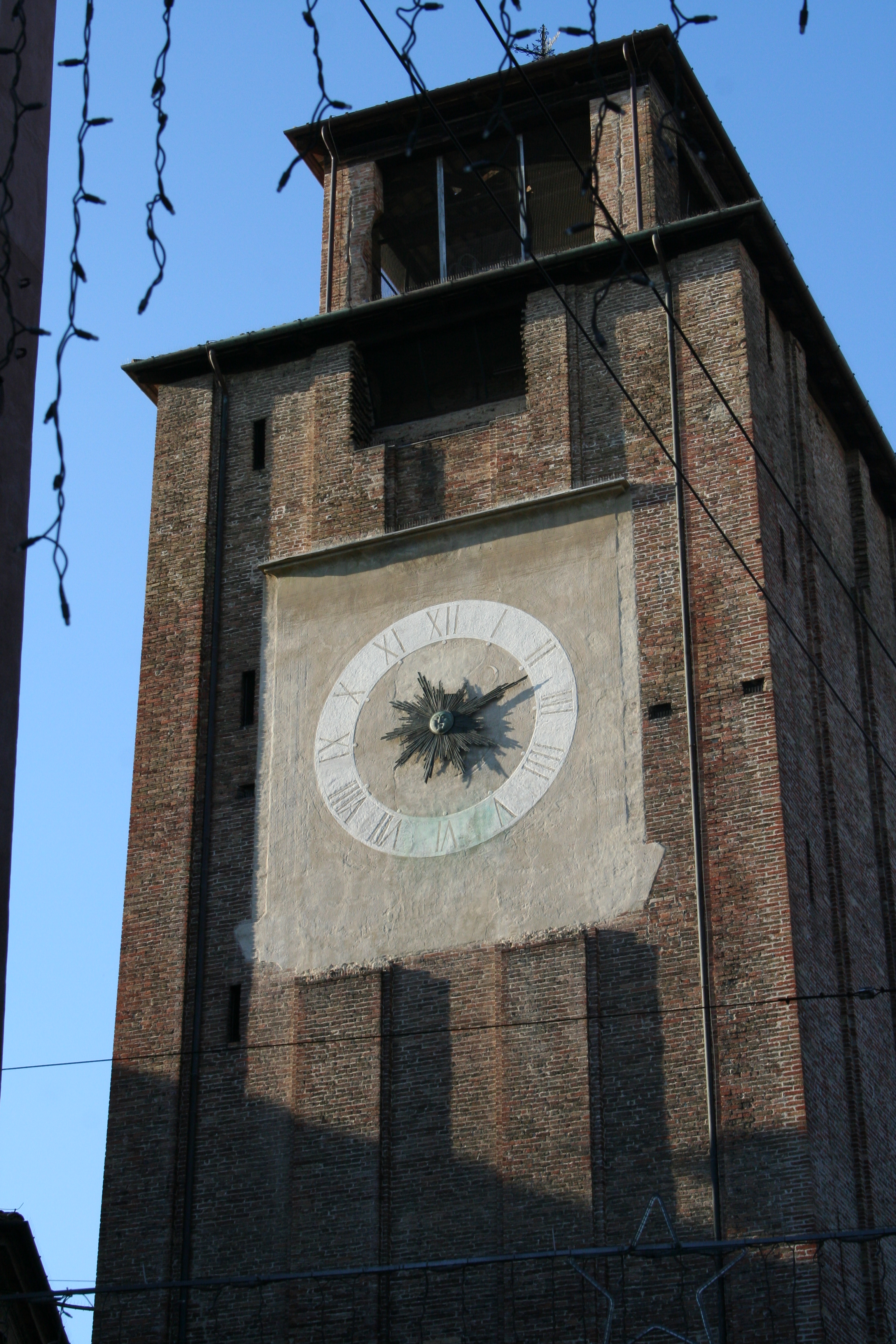
Il campanile e l'orologio
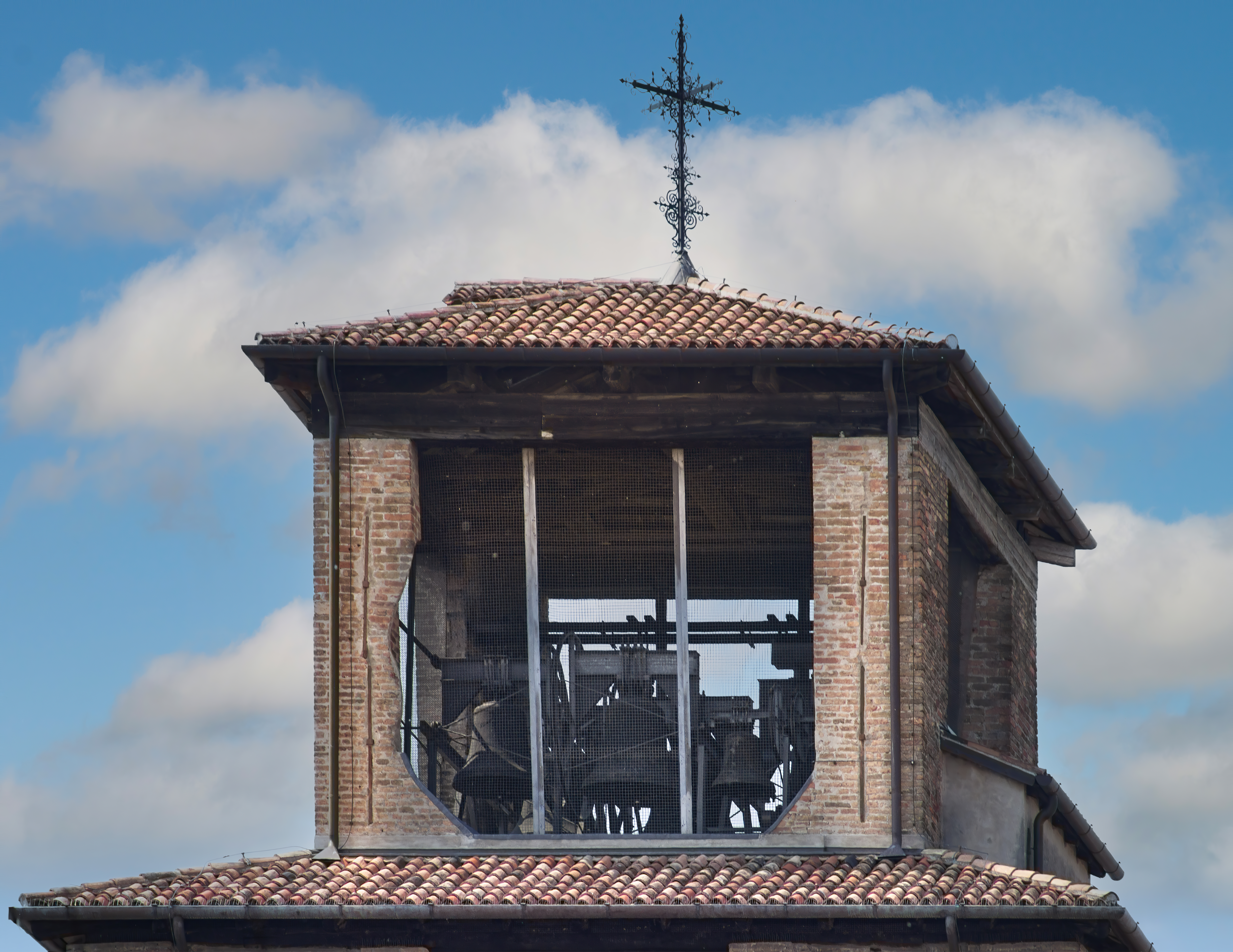
Cima del campanile con vista delle campane da Calmaggiore

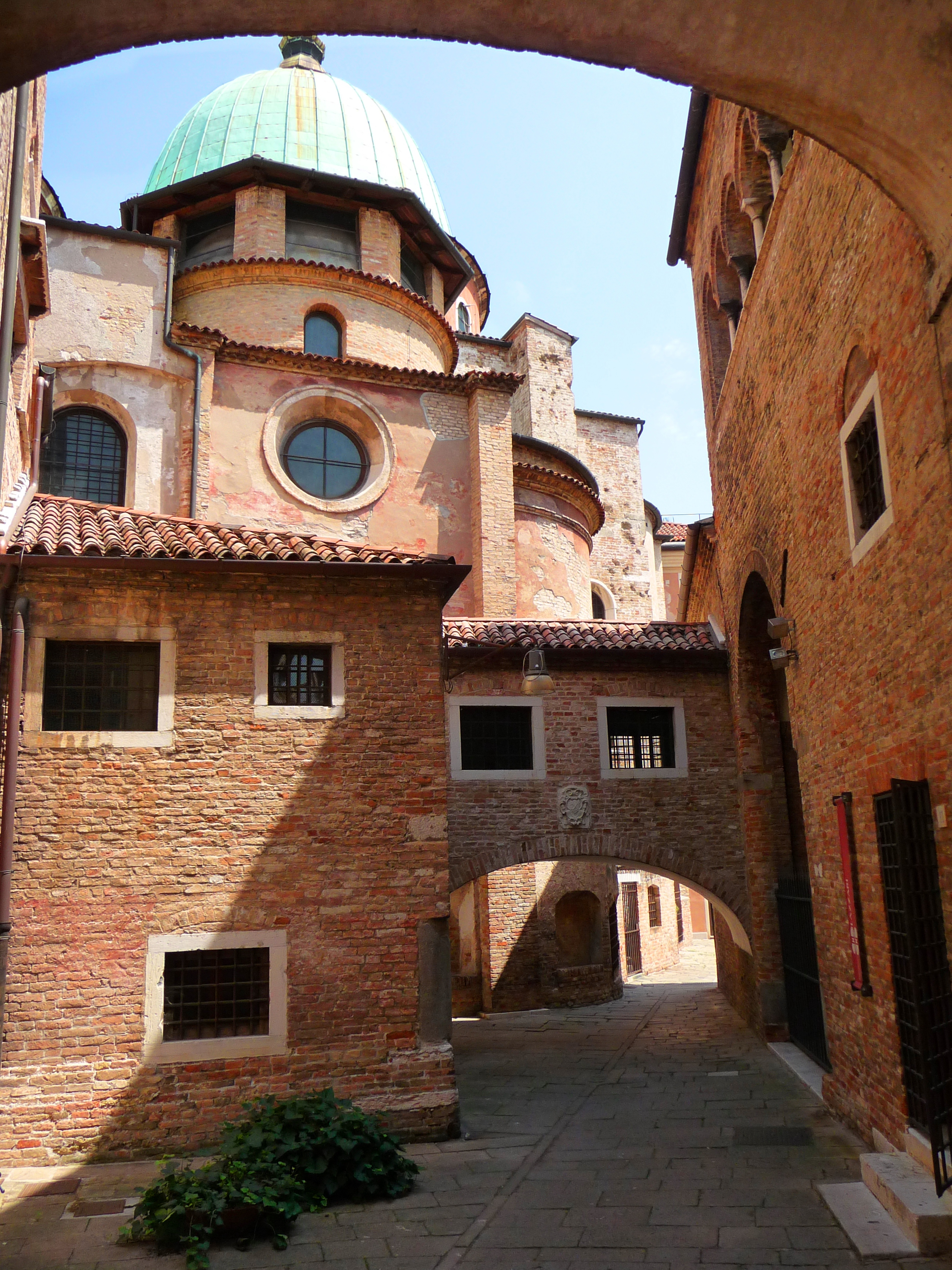
Vicolo Duomo: a sinistra le Canoniche Vecchie, a destra le Nuove.

### Canoniche
Notevole accanto al tempio il complesso delle case canoniche: le Canoniche Vecchie, un tempo sede dei canonici della cattedrale, attualmente ospitano il Museo diocesano di arte sacra, che conserva il prezioso affresco del Cristo Passo di Tommaso da Modena e il tesoro del duomo. Nelle Canoniche Nuove trova posto la Biblioteca Capitolare, gravemente danneggiata dal bombardamento alleato del 1944, ma ancora ricca di antichissime pergamene e incunaboli di pregio.

### Battistero di San Giovanni Battista

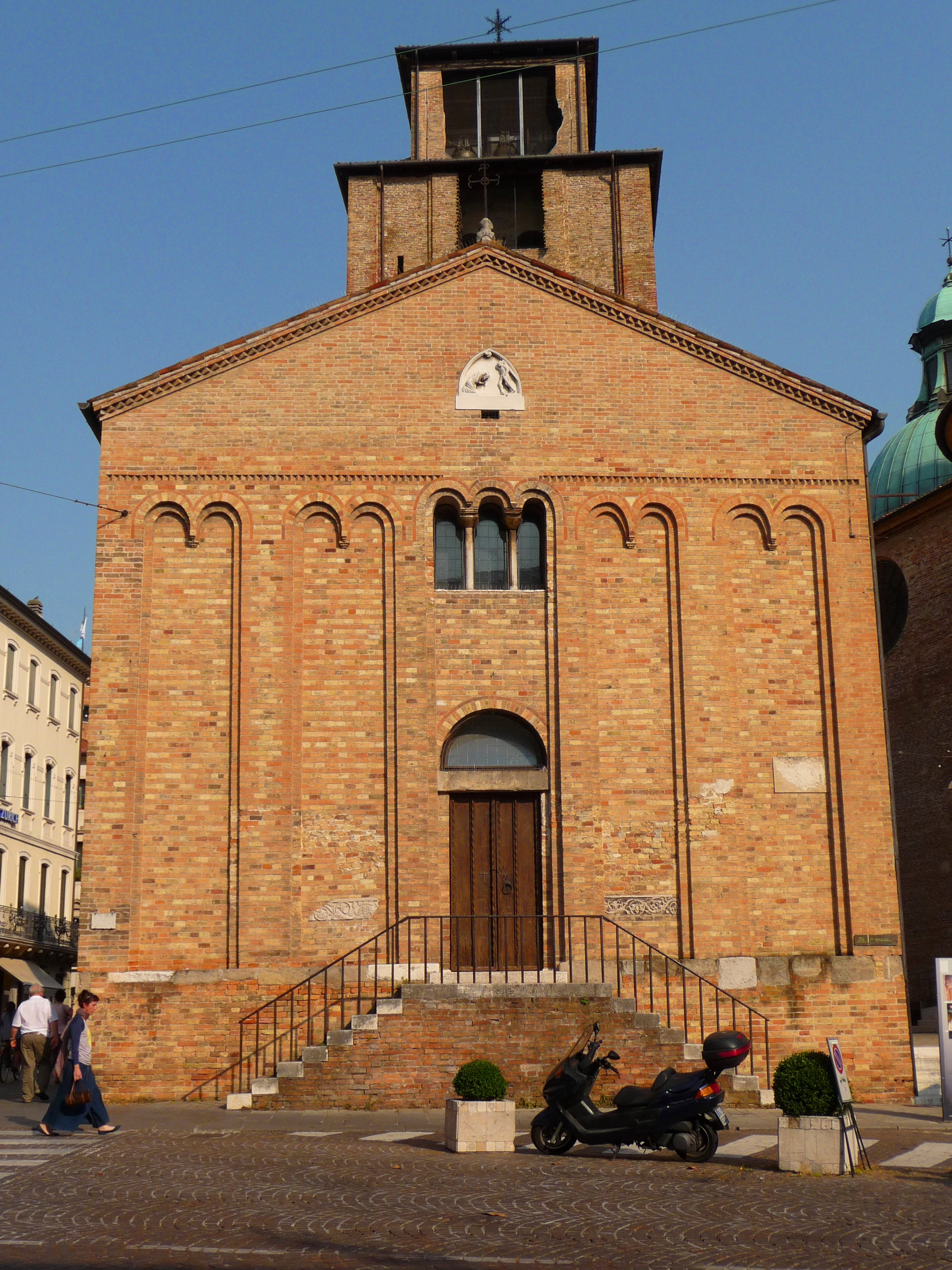
La Chiesa di San Giovanni Battista, Battistero del Duomo

L'attuale battistero di San Giovanni, di epoca poco precedente a quella dell'antico Duomo romanico, si presume fosse in origine una chiesa: i battisteri coevi sono infatti in genere caratterizzati da una pianta rotonda o comunque centrale mentre l'edificio è a pianta rettangolare ad una navata. La chiesa, che già dopo il 1222 in seguito ad un terremoto subiva un primo restauro, venne a più riprese rimaneggiata: nel 1531-32 dal canonico Francesco Oliva, verso il 1561 e nel XIX secolo. Nel XIV o XV secolo alla chiesa furono addossati degli edifici sul fianco e sulla facciata. La casa sul davanti, come ricordava un'iscrizione dipinta sulla facciata, fu demolita nel 1815; gli edifici sul fianco settentrionale sono stati demoliti nel 1935. La chiesa fu restaurata fra il 1911 e il 1913 a cura dell'Associazione per il patrimonio artistico trevigiano, nel 1935 con fondi del municipio e nel secondo dopoguerra.

## Galleria d'immagini

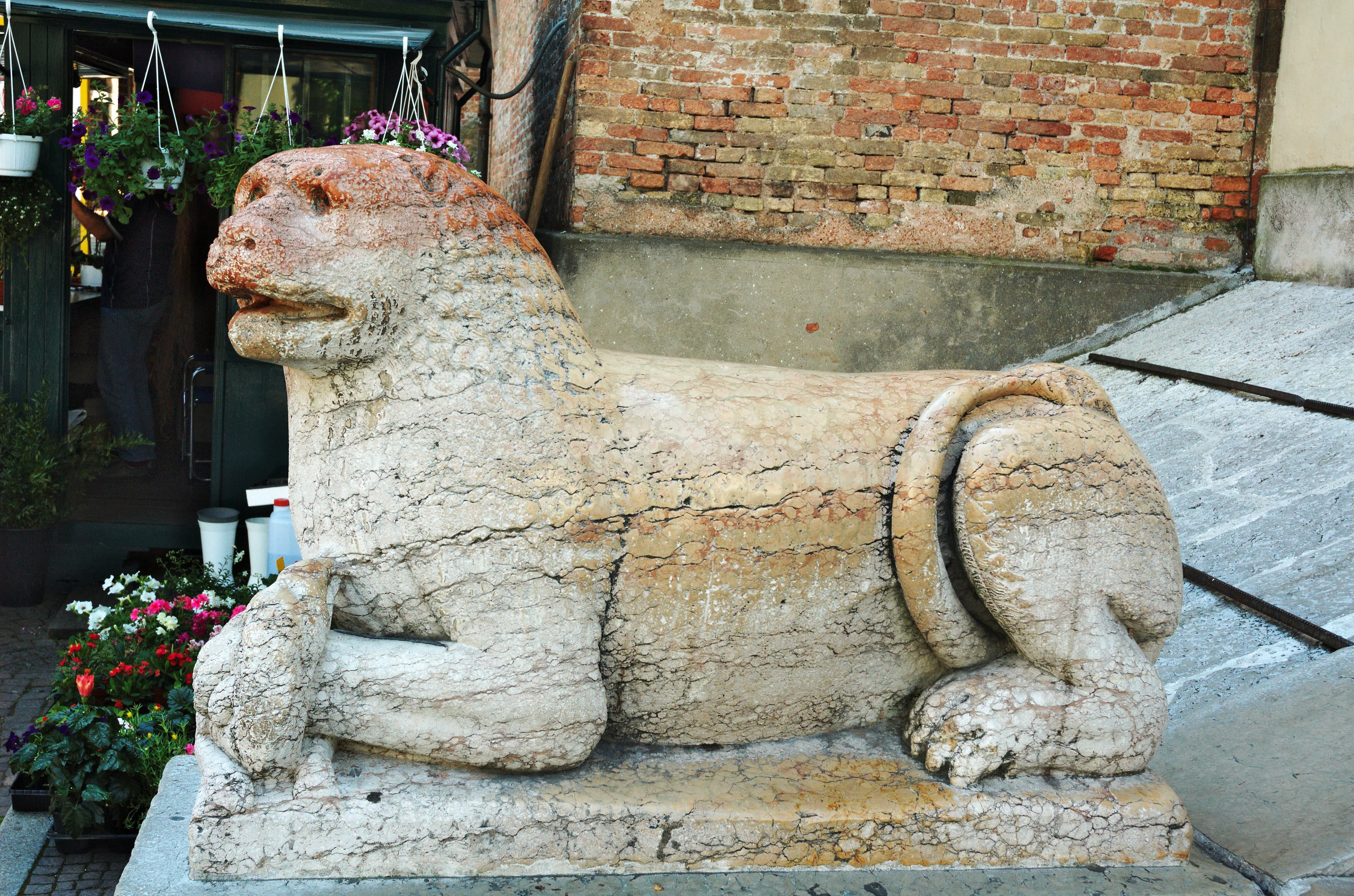
Leone stiloforo della facciata.
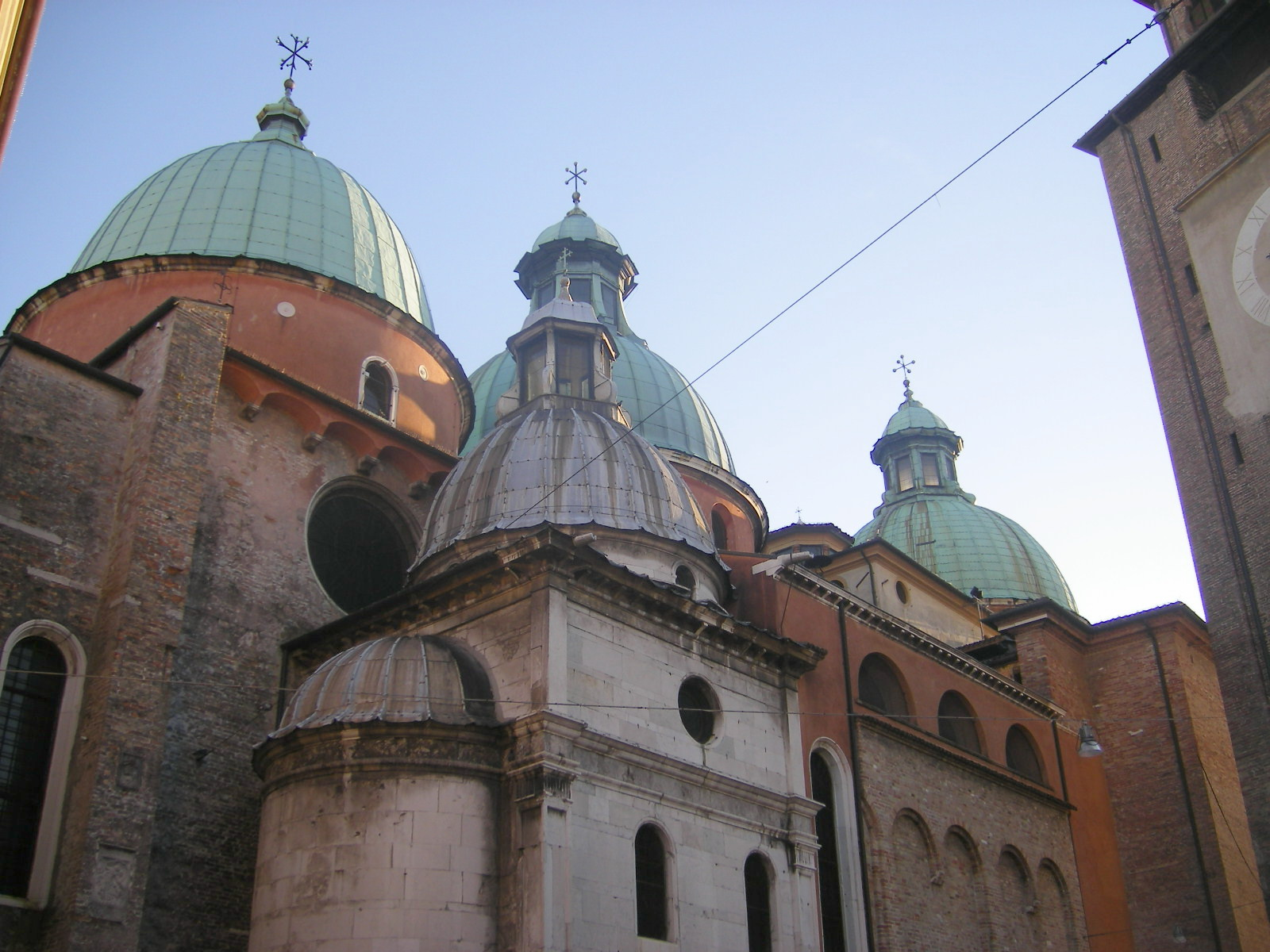
La cupole dalla Calmaggiore.
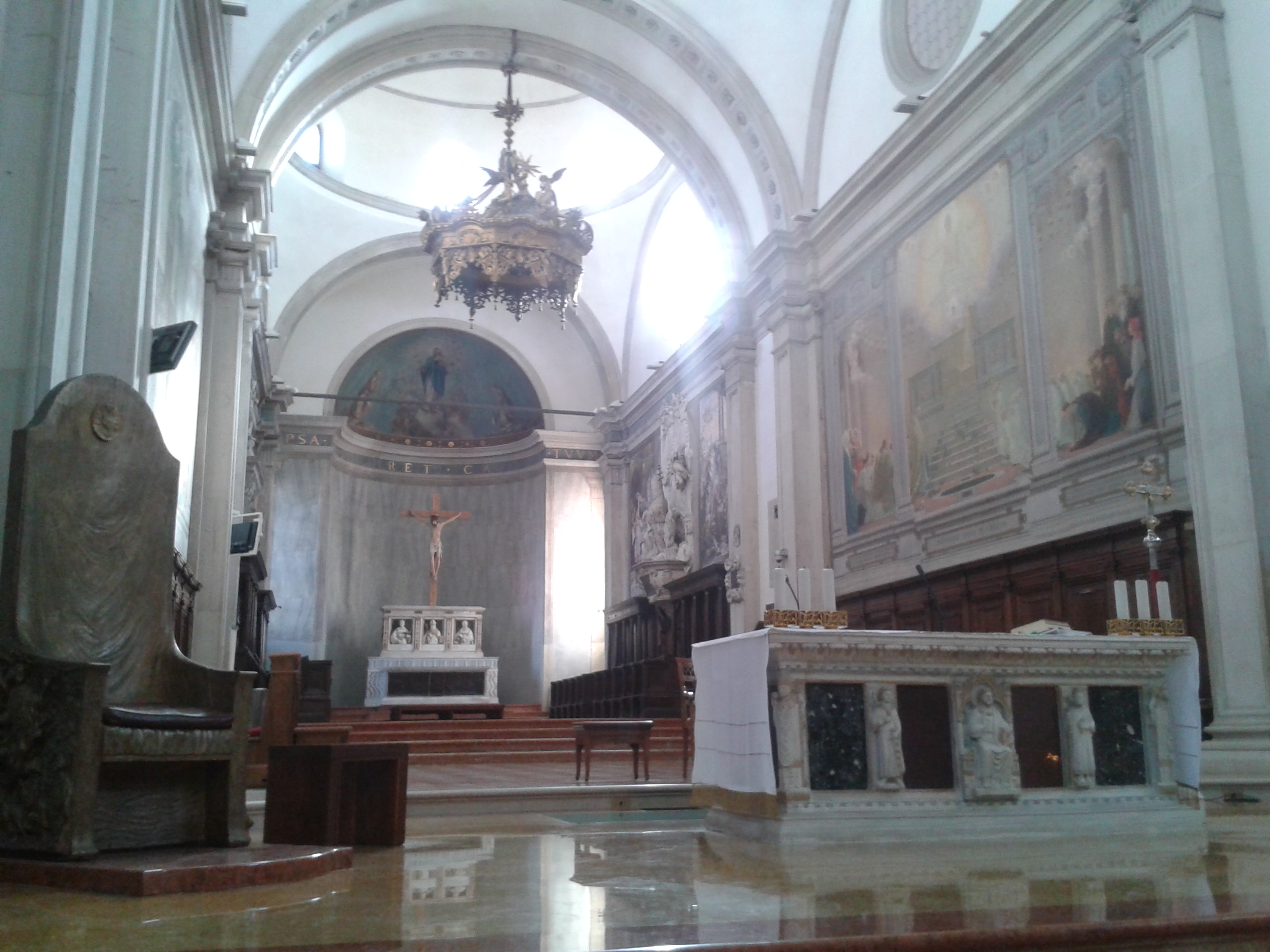
Altare e cattedra.
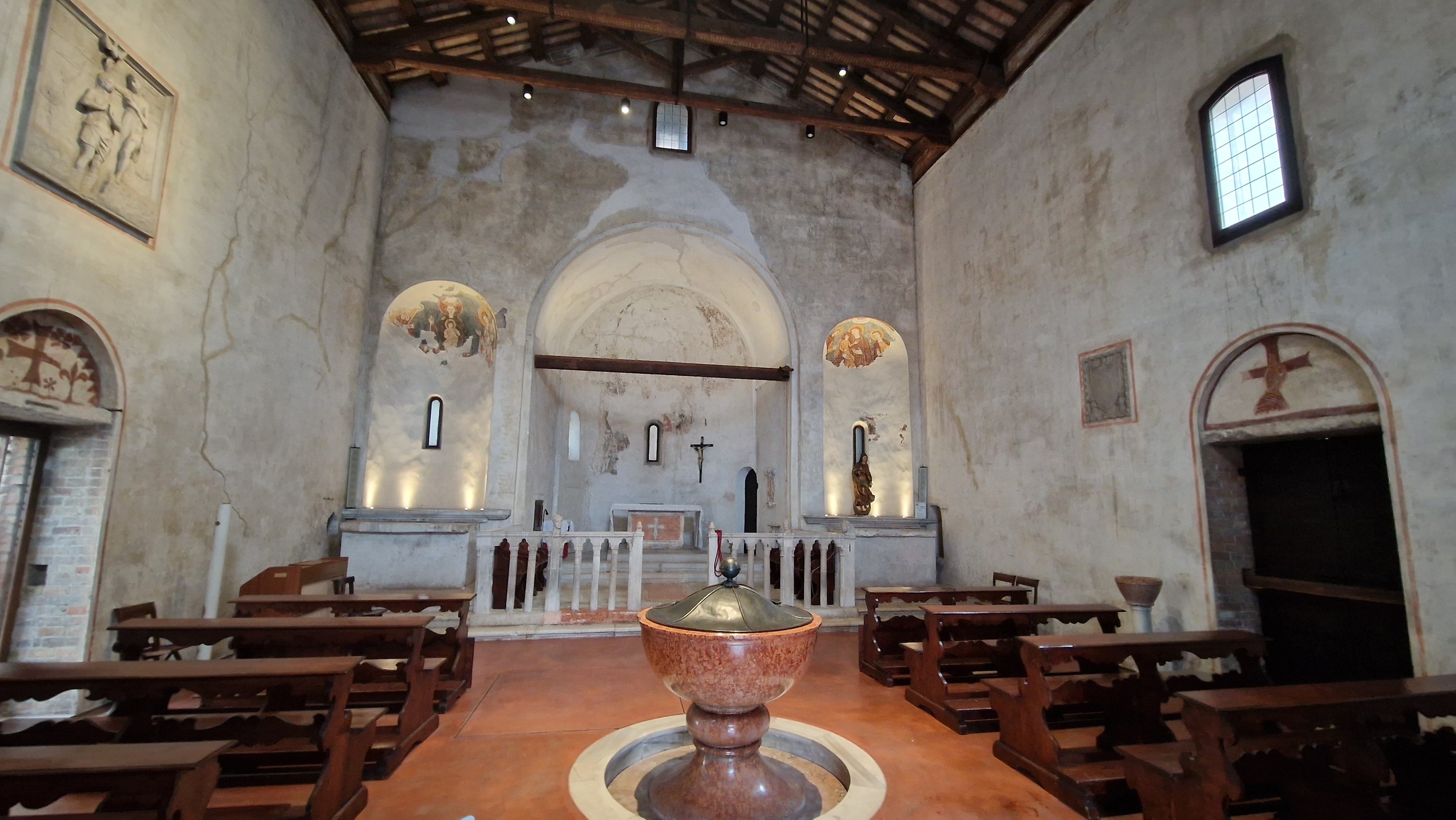
Interno del Battistero di San Giovanni Battista
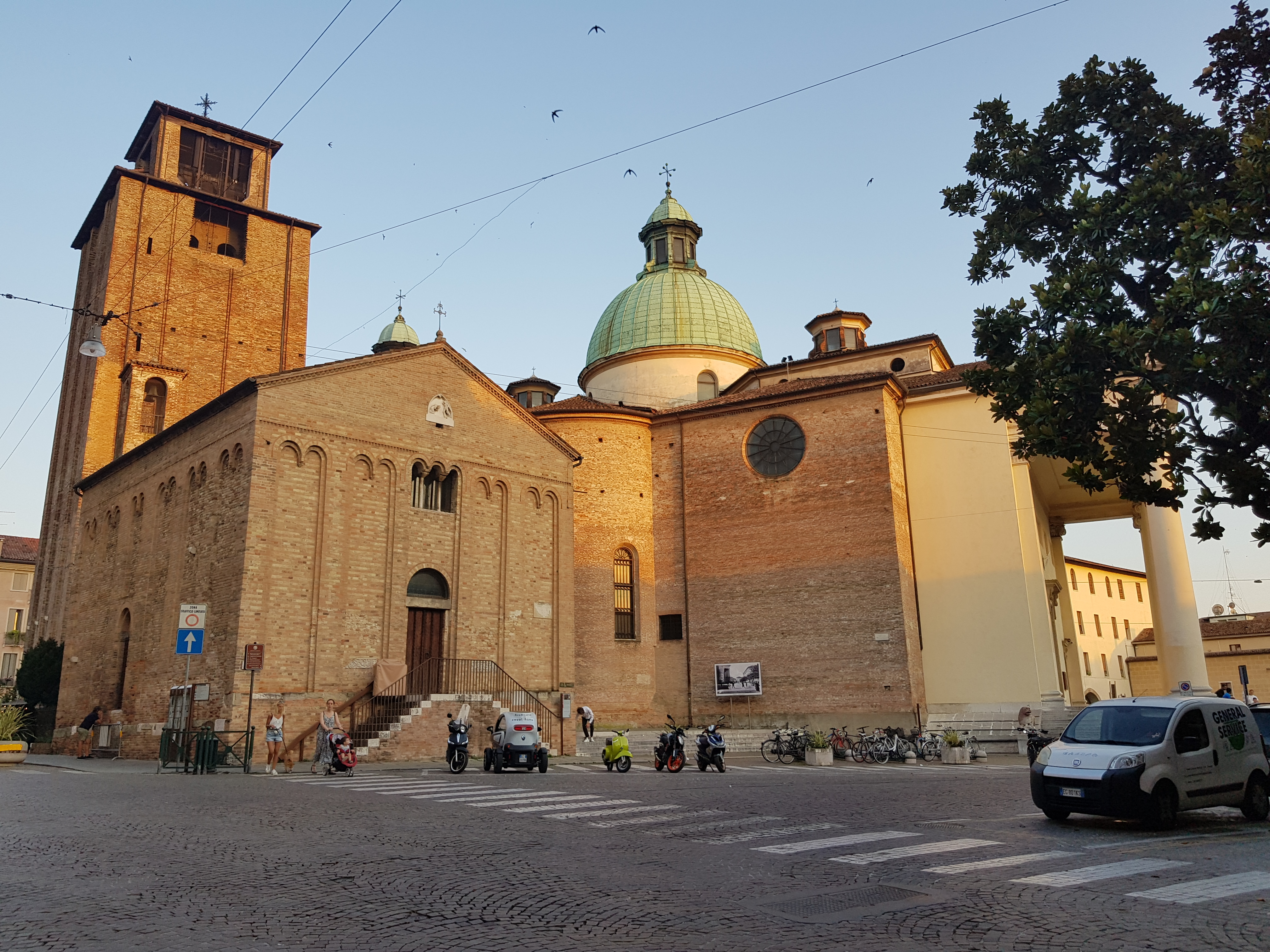
Veduta del Complesso della Cattedrale di Treviso da Piazza Duomo
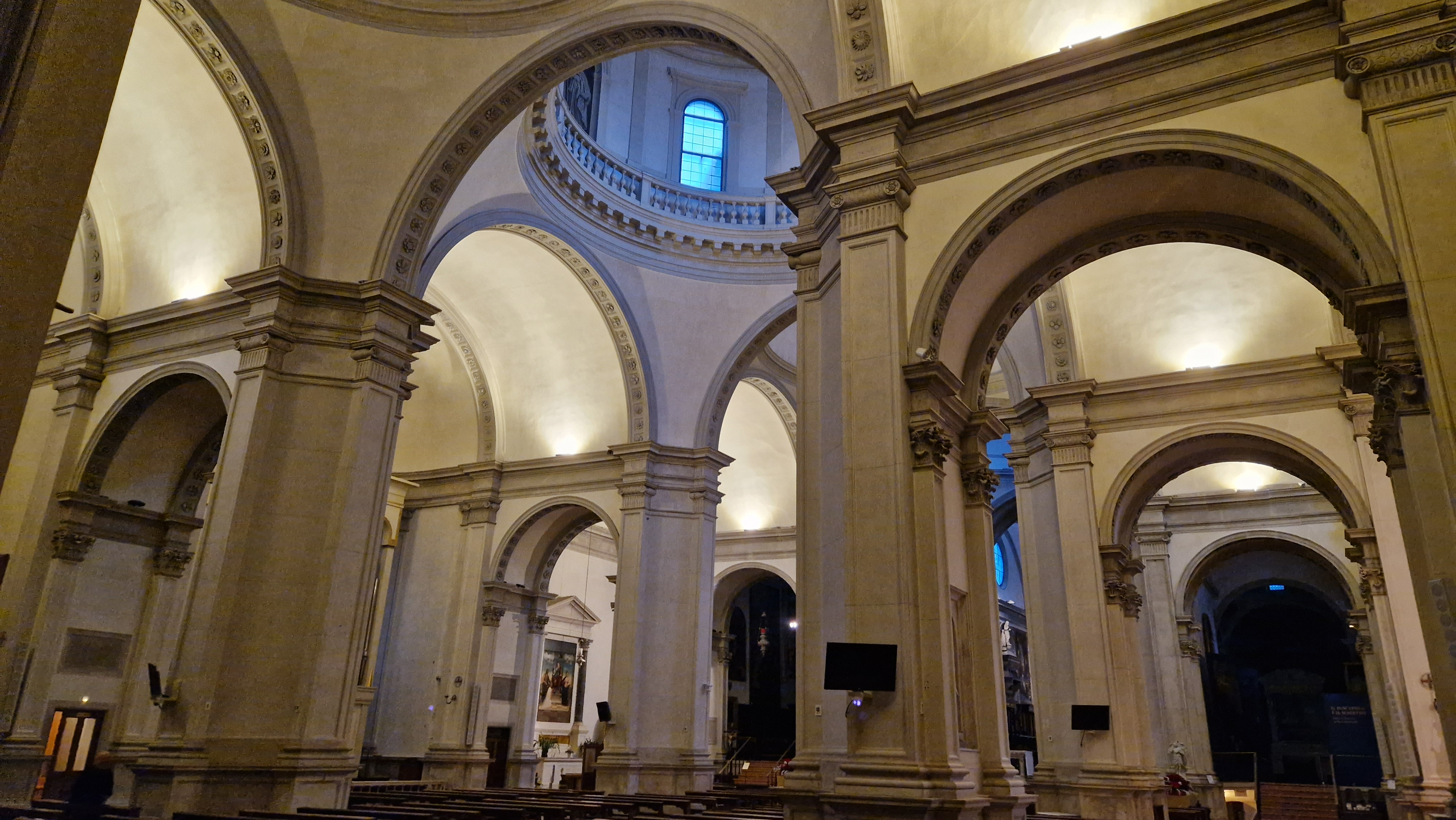
Veduta interna della Cattedrale di Treviso